# Малая Дмитровка
У́лица Ма́лая Дми́тровка (в 1944—1993 годах — у́лица Че́хова) — улица в Тверском районе Центрального административного округа города Москвы. Проходит от Пушкинской площади до Садового кольца. Нумерация домов ведётся от Пушкинской площади.
Своё название получила по торговой дороге, ведущей в город Дмитров, и образовавшейся по сторонам дороги Малой Дмитровской слободе, в которой селились торговцы и ремесленники из Дмитрова. Улица носила название Малая Дмитровка до 1944 года, когда она была переименована в улицу Чехова в связи с 40-летней годовщиной со дня смерти писателя А. П. Чехова. В 1993 году улице было возвращено название Малая Дмитровка.
Несмотря на ряд перестроек XX — начала XXI веков, изменивших архитектурный ансамбль улицы, на Малой Дмитровке сохранилось большое число примечательных исторических зданий, многие из которых являются памятниками архитектуры. Территория квартала, ограниченная Малой Дмитровкой, Тверской улицей, Дегтярным переулком и Садовой-Триумфальной улицей, является территорией культурного слоя «Воротниковская старая слобода» и относится к памятникам истории и культуры федерального значения.

## Описание
Улица Малая Дмитровка идёт с юго-востока на северо-запад между улицами Тверская и Каретный Ряд, начинаясь от Пушкинской площади и Большого Путинковского переулка и заканчиваясь у Садового кольца (слева от пересечения — Садовая-Триумфальная улица, справа кольцо продолжает Садовая-Каретная). На Малую Дмитровку слева выходят Настасьинский, Дегтярный, Старопименовский переулки, справа от улицы продолжением Дегтярного переулка отходит Успенский переулок. На отрезке от Дегтярного переулка до Садовой-Триумфальной улицы между Малой Дмитровкой и Тверской улицей лежит Воротниковский переулок.

## История
На месте улицы с XIV века проходила дорога в Дмитров — ближайший к Москве порт, откуда по рекам Яхроме, Сестре и Дубне шёл водный путь на Север и в верховья Волги. Дмитровская дорога и расположенные рядом с ней дороги — Тверская (ныне улица Тверская) и Олешинская (Каретный ряд) — упоминались в 1504 году в грамоте великого московского князя Ивана III.
К XIV веку по обеим сторонам дороги в Дмитров сформировалась слобода, где жили торговцы и ремесленники (седельники, калашники, воротники, тележники и другие). Поскольку почти все они были выходцами из Дмитрова, слобода стала называться Дмитровской. В XVI—XVII веках слободских поселенцев переселили по той же дороге, но подальше от Кремля, освобождая место для московской знати. Чтобы различать старую («большую») и вновь возникшую слободы, новую слободу стали называть Малой Дмитровской слободой. Построенные в конце XVI в. стены Белого города и Земляного города определили современные границы Малой Дмтровки: она начиналась у глухой Дмитровской башни Белого города, которая разделяла её с Большой Дмитровкой, и кончалась у Дмитровских ворот Земляного города. При этом, после постройки стены Белого города Дмитровская дорога повернула к Тверским воротам, однако вплоть до 1647 года пешеходы ходили через лаз, проделанный в стене у Дмитровской башни. По мере развития Москвы слобода торговцев и ремесленников отодвинулась ещё дальше по дороге, за Дмитровские ворота: там к концу XVII века сложилась Новая слобода (современная Новослободская улица).

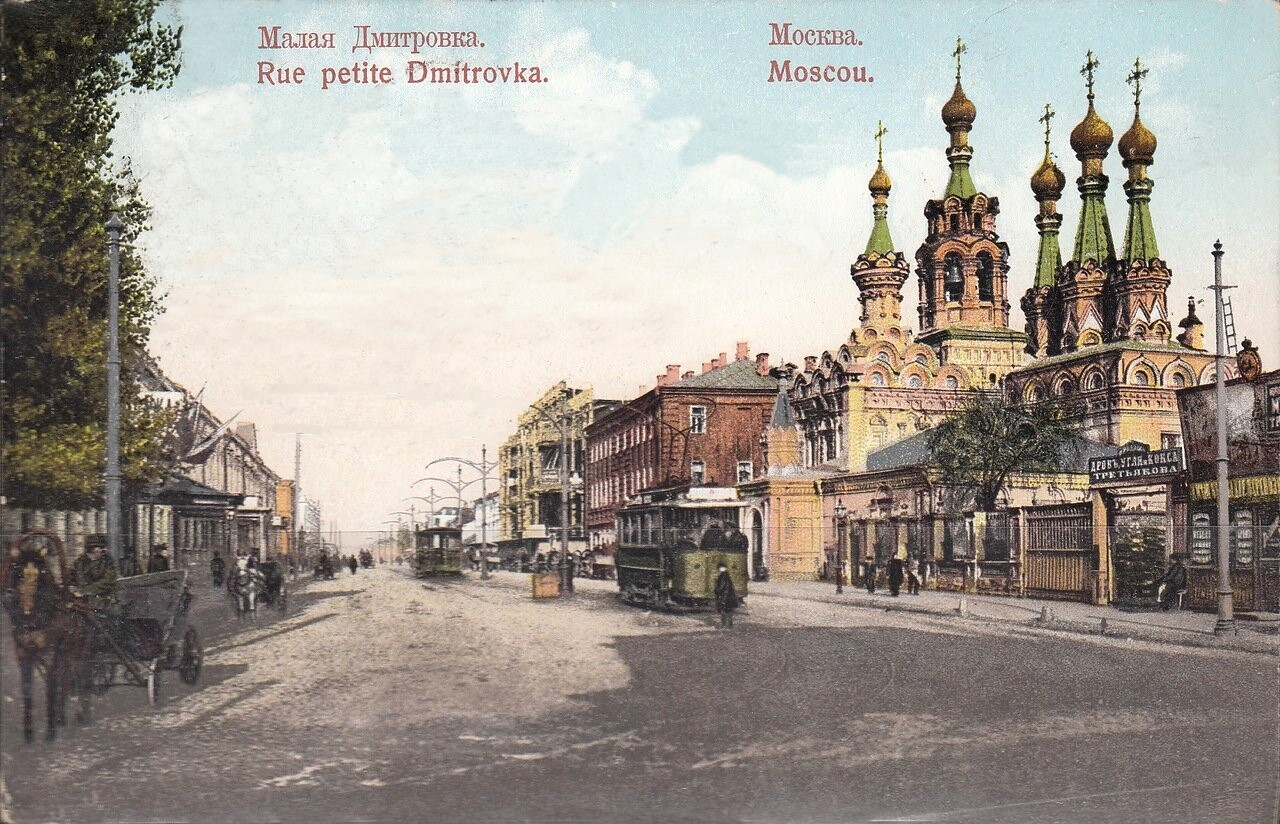
Малая Дмитровка в начале XX века

Возрастающее значение Малой Дмитровской слободы выразилось в постройке в 1649—1652 годах вблизи стен Белого города кирпичной церкви Рождества Богородицы. Власти отпустили на строительство церкви кирпич и огромную по тому времени сумму в 800 рублей. Церковь была построена рядом с Посольским двором, в котором останавливались прибывшие в Москву представители других государств. Предположительно, по путевому Посольскому двору эта местность получила название «Путинки».
В начале XVIII века, как показывает перепись 1716 года, на Малой Дмитровке начала селиться знать: слободские дворы прерывались огородами и домами князей Волконских, Долгоруковых, Гагариных, Меншиковых, Урусовых. По соседству с вельможами появлялись дома купечества, а с основанием Московского университета в дмитровских переулках стали селиться видные учёные — M. M. Херасков, Д. С. Аничков, А. А. Барсов, И. Ф. Эразмус и другие. На плане 1767 года в кварталах между Тверской и Малой Дмитровкой показано 47 каменных строений, а между Малой Дмитровкой и Петровкой — 11.
Современную планировку район получил в XVIII веке после большого пожара 1773 года. В это время был составлен план застройки выгоревших участков с предписанием: «…площади, улицы и переулки кривые сделать прямее». На плане обращает на себя внимание обилие внутри кварталов Малой Дмитровки прудов и пустырей, сохранение мелких слободских дворов, тогда как по сторонам соседней Тверской улицы все дворы большие, занимающие иногда территорию в полквартала. Вторично улица пострадала во время московского пожара 1812 года, однако уже через два-три года Малая Дмитровка и соседние с ней переулки были отстроены заново. В одном из дмитровских переулков соорудил для себя дом архитектор О. И. Бове, принявший большое участие в восстановлении Москвы после пожара. В ходе восстановления после пожаров улица была постепенно расширена с 9,6 до 24,5 метров.

Малая Дмитровка и Страстной монастырь в конце XIX века

В первой половине XIX века многое на улице связано с движением декабристов: на улице жили М. Ф. Орлов, М. Ф. Митьков, И. А. Фонвизин, И. Н. Горсткин, бывали Г. Ф. Раевский, М. А. Фонвизин, А. П. Ермолов, Е. Е. Лачинов, С. Г. Волконский, С. П. Трубецкой, И. Д. Якушкин, А. В. Поджио и другие. В домах знати и дворянства устраиваются литературно-музыкальные салоны, собираются известные писатели, артисты, музыканты. Во второй половине XIX века среди домовладельцев улицы начинают преобладать купцы. 27 июля 1899 года по Малой Дмитровке от Страстной площади до Бутырской заставы открылось трамвайное движение по первой в Москве «Долгоруковской линии». Некоторое время по Малой Дмитровке пролегал популярный и богатый историей маршрут трамвая «А» («Аннушка»). Трамвайное движение по улице действовало до 1 сентября 1953 года.

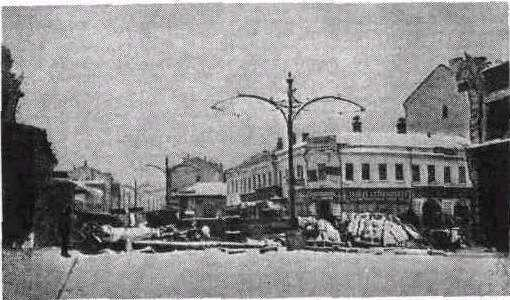
Баррикады на Малой Дмитровке, 1905 г.

В начале XX века на улице возникает ряд примечательных строений, изменивших её облик: здание Купеческого клуба, доходные дома Спасо-Влахернского женского монастыря, В. М. Костяковой, М. М. Тюляевой, А. А. Шешкова. В 1913 году улица была обсажена клёнами, часть из которых сохранилась до сих пор.
Во время революционных событий 1905—1907 годов эта часть города оказалась «островом» между баррикадами Садового кольца и Бульварным кольцом. Здесь проходили частые митинги рабочих. Во время октябрьской революции 1917 года на улице находился штаб анархистов, а также опорный пункт рабоче-крестьянских военных отрядов, укрепившихся на Тверском бульваре. Отсюда красноармейцы осуществляли наступление на Кремль.
В первые годы советской власти на улице размещаются Коммунистический университет имени Я. М. Свердлова, Коммунистический университет трудящихся Востока, Московский институт журналистики, клубы различных учреждений, студенческие и комсомольские общежития. Здесь проходили заседания партийных и комсомольских организаций, на которых неоднократно выступал В. И. Ленин. Несколько зданий на улице в это время было передано газете «Известия».
В 1944 году в связи с 40-летней годовщиной со дня смерти писателя А. П. Чехова улица получила его имя, так как писатель жил здесь в 1890-е годы в домах № 12 , № 11 и № 29 и работал в журнале «Зритель», редакция которого располагалась в доме № 1. В 1993 году улице возвращено название Малая Дмитровка. Территория квартала, ограниченная Малой Дмитровкой, Тверской улицей, Дегтярным переулком и Садовой-Триумфальной улицей была отнесена к памятникам истории и культуры федерального значения.
В настоящее время, по сравнению с советским периодом, на Малой Дмитровке несколько изменилась нумерация домов, в частности Церковь Рождества Богородицы в Путинках, значащаяся на планах улицы Чехова под № 4, в настоящее время имеет адрес Малая Дмитровка, дом 2 стр. 2.

## Примечательные здания и сооружения

### По нечётной стороне

#### Главный дом городской усадьбы Долгоруковых-Бобринских (№ 1/7)
В этом доме, принадлежавшем старинному русскому княжескому роду Долгоруковых, 7 апреля 1764 года родился поэт И. М. Долгоруков. Позднее владение перешло к доктору медицины, первому профессору анатомии, хирургии и акушерства Московского университета И. Ф. Эразмусу, составившему первое акушерское сочинение на русском языке — «Наставление, как женщине в беременности, в родах и после родов себя содержать надлежит».

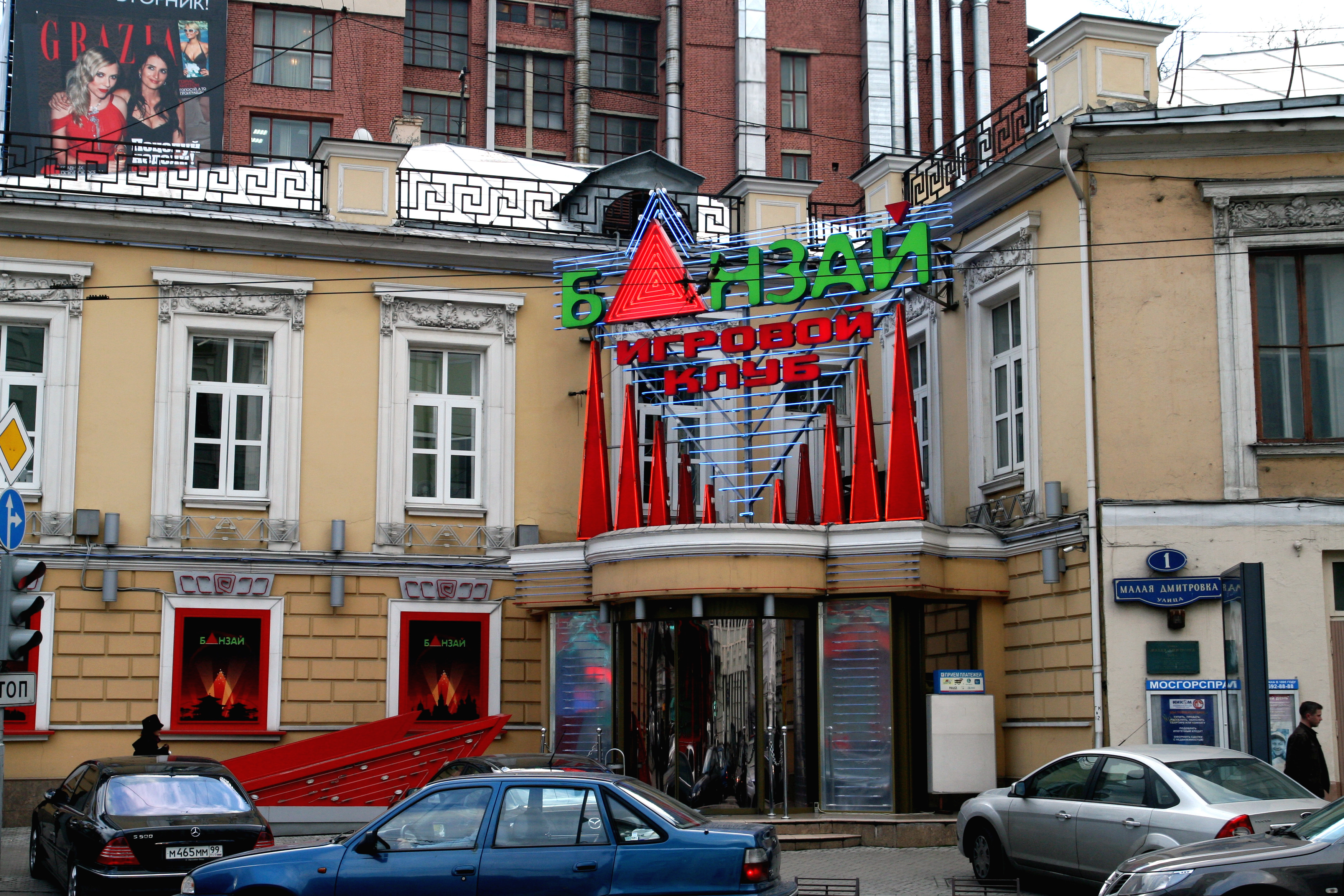
Угол усадьбы Долгоруковых-Бобринских, выходящий на Пушкинскую площадь, 2008 г.

Во время московского пожара в 1812 году дом горел и был восстановлен в 1819 году. В 1832 году в доме квартировал товарищ (заместитель) министра народного просвещения и президент Императорской Академии наук С. С. Уваров, у которого 28 сентября 1832 г. на обеде побывали профессора и адъюнкты Московского университета И. И. Давыдов, М. А. Максимович, М. П. Погодин, С. П. Шевырев, а также поэт А. С. Пушкин, что нашло отражение на мемориальной доске, установленной на выходящем на Малую Дмитровку фасаде здания. В 1833 году в доме под надзором полиции жил отставной генерал-майор, декабрист М. Ф. Орлов, выпустивший в это время свою книгу «О государственном кредите». В 1860-е годы в этом доме начались публичные заседания Московского Археологического общества под председательством его организатора археолога А. С. Уварова. С этого же времени в залах этого дома на протяжении 30 лет проходили выставки художников В. Г. Перова, Г. Г. Мясоедова, И. Е. Репина, В. И. Сурикова, А. К. Саврасова и других. В здании устраивались приёмы, благотворительные вечера, концерты. В 1870-е годы здесь находились классы живописи и рисования, руководимые известным архитектором и живописцем В. О. Шервудом. В 1880-е годы здесь размещалась редакция журнала «Зритель», в котором работали и печатались А. П. Чехов, опубликовавший в журнале в течение одного года 11 очерков, а также его братья Александр и Николай. В начале 1900-х годов в доме разместилось «Русское общество любителей фотографии в Москве», в числе членов которого были известные учёные Н. Е. Жуковский, Н. А. Умов, А. П. Павлов и другие. С 1903 года Обществом издавался журнал «Известия Русского общества любителей фотографии».

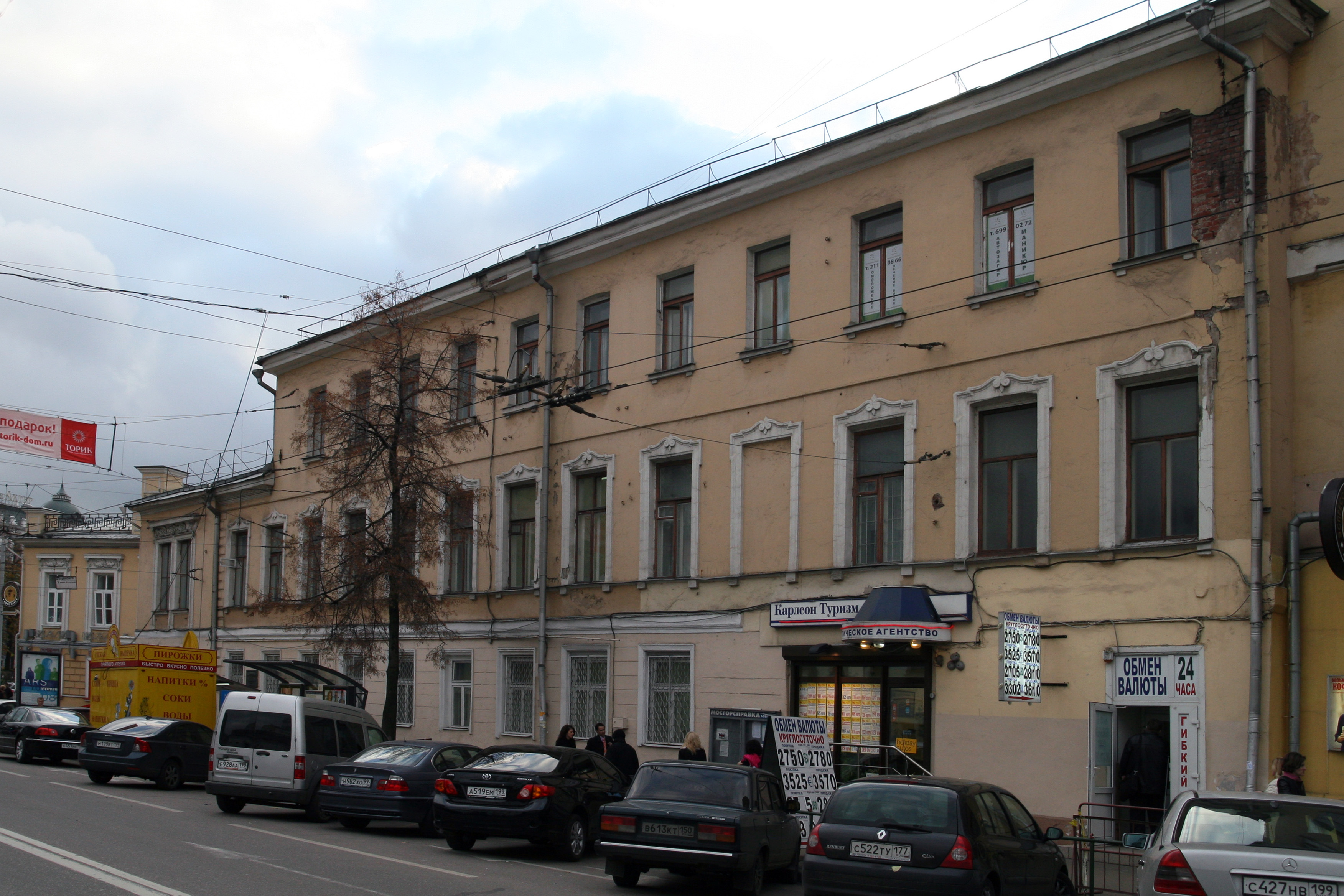
Фасад дома, выходящий на Малую Дмитровку, 2008 г.

В разные годы в доме также жили: чиновник по особым поручениям при московском генерал-губернаторе, затем — московский почтовый директор, знакомый А. С. Пушкина А. Я. Булгаков; ботаник и математик, профессор С. А. Рачинский; известный адвокат Ф. Н. Плевако; преподавательницы хореографии Московского театрального училища П. П. Лебедева и Л. Н. Гейтен; артистка Малого театра Л. П. Косицкая-Никулина.
Современный вид дом приобрёл в 1913—1914 годах, когда над выходящей на Малую Дмитровку частью здания был надстроен третий этаж. После революции здание было передано газете «Известия». В 1947—1964 годах в здании располагалась редакция журнала «Новый мир», редактором которого с 1950 по 1954-й и с 1958 по 1970-й годы был писатель А. Т. Твардовский. В это время в журнале впервые публикуется ряд ставших позднее известными произведений, в числе которых «Сороковые, роковые» Д. Самойлова, «Со мною вот что происходит» Е. Евтушенко, «Один день Ивана Денисовича» А. Солженицына, «Не хлебом единым» В. Дудинцева.
В 1997 году Постановлением Московской городской думы здание было отнесено к перечню памятников истории и культуры, разрешённых к приватизации. В настоящее время в здании размещается игровой клуб «Банзай», ряд других организаций. В мае 2007 года дом принят под государственную охрану как «выявленный объект культурного наследия» регионального значения.

#### Доходный дом М. М. Тюляевой (№ 3/10)
В начале XIX века на этом месте находилась усадьба майора А. В. Новосильцева. После московского пожара 1812 года в здании 14 апреля 1814 года открылся Благородный пансион Московского университета, среди учащихся которого были будущие декабристы Г. Ф. Раевский (младший брат В. Ф. Раевского) и Е. Е. Лачинов.

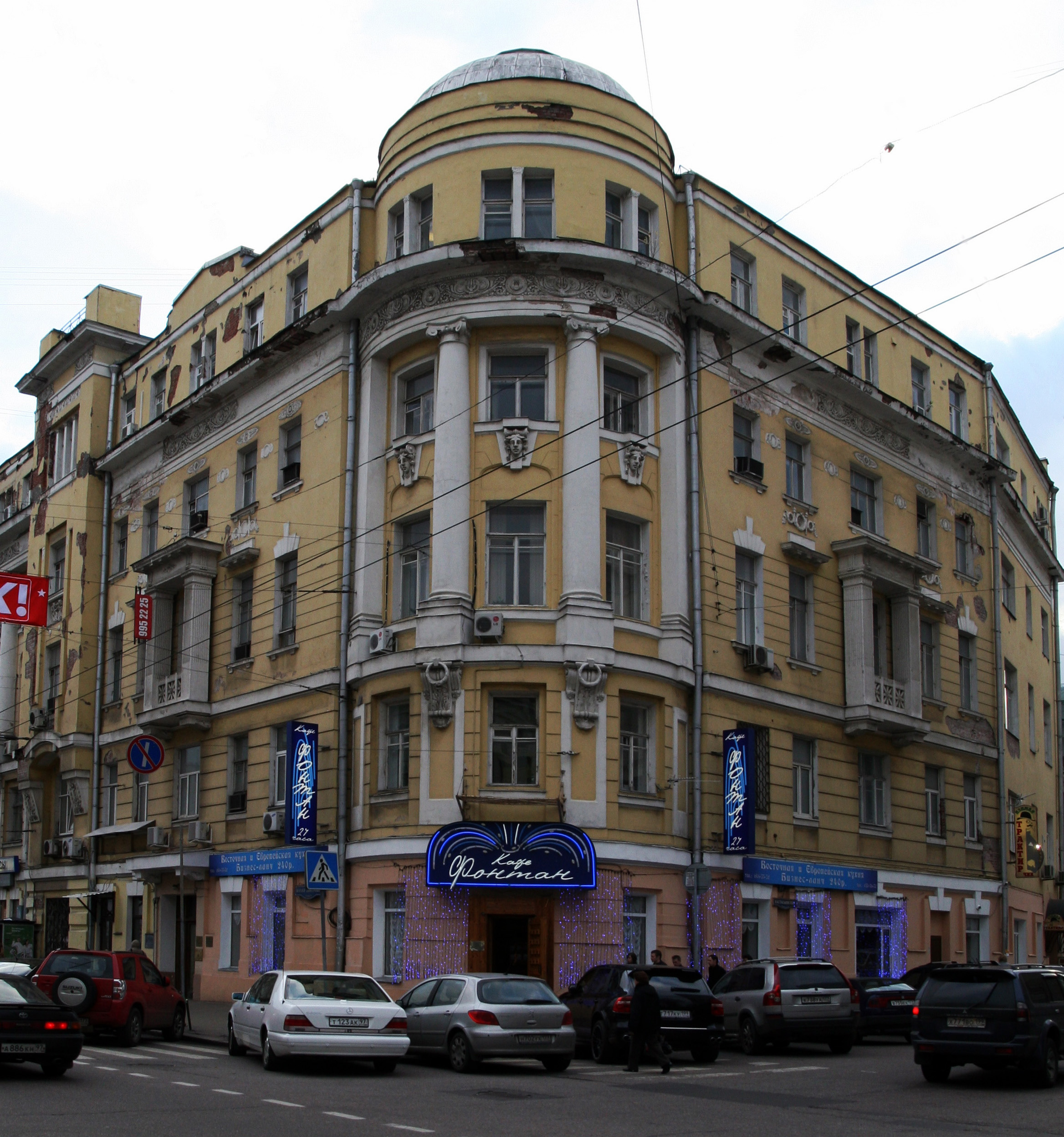
Угловая часть дома, выходящая на Настасьинский переулок, 2008 г.

Позднее в находившемся здесь пансионе московского педагога Фёдора Лехнера с декабря 1825 по март 1826 годов жил польский поэт Адам Мицкевич со своими товарищами Малевским, Ежевским и Будревичем. В это время Мицкевич познакомился с братьями Н. А. Полевым и К. А. Полевым, а осенью 1826 года с А. С. Пушкиным. Здесь же в середине XIX века жила семья сотрудника журнала «Русский вестник» А. И. Георгиевского. В гостях у Георгиевских часто бывал поэт Ф. И. Тютчев. Во второй половине XIX века в доме жили: актёр Малого театра и театральный педагог И. В. Самарин; профессор минералогии и кристаллографии Московского университета М. А. Толстопятов; врач-терапевт, основатель крупной научной школы А. А. Остроумов; первая русская женщина-химик, получившая степень доктора химии Ю. В. Лермонтова, дружившая с Софьей Ковалевской и выполнявшая свои научные исследования по поручению Д. И. Менделеева и В. В. Марковникова.
Современное пятиэтажное здание, имеющие два адреса — № 3 по Малой Дмитровке и № 10 по Настасьинскому переулку — возникло в 1910 году путём надстройки располагавшихся здесь ранее строений по проекту архитектора К. Л. Розенкампфа. Длинный жилой дом расположен напротив здания Купеческого клуба (№ 6) и строился примерно в то же время. В своей фасадной композиции дом подражателен, он как бы отражает основные архитектурные приёмы, использованные Ивановым-Шицем при строительстве здания Купеческого клуба. Фасад, выходящий на Малую Дмитровку, имеет два эркера с расположенными между ними шестью ионическими полуколоннами. Угол здания решён в виде ротонды. В начале XX века в доме жил архитектор Б. М. Нилус — автор здания Ссудной казны в соседнем Настасьинском переулке.
В 50-х годах в доме располагался экспериментальный магазин-автомат «Прогресс».
По состоянию на вторую половину 2008 года в здании, принадлежащем ФГУП "Издательство «Известия», находятся: Московское региональное отделение Демократической партии России, Представительства Республики Алтай, Амурской, Архангельской, Воронежской, Курганской, Мурманской, Новгородской областей при Правительстве Российской Федерации, редакция общественно-политического журнала Федерального собрания — Парламента РФ «Российская Федерация сегодня» и ряд других организаций. Здание является выявленным объектом культурного наследия.

#### Здание МГТС (№ 5)

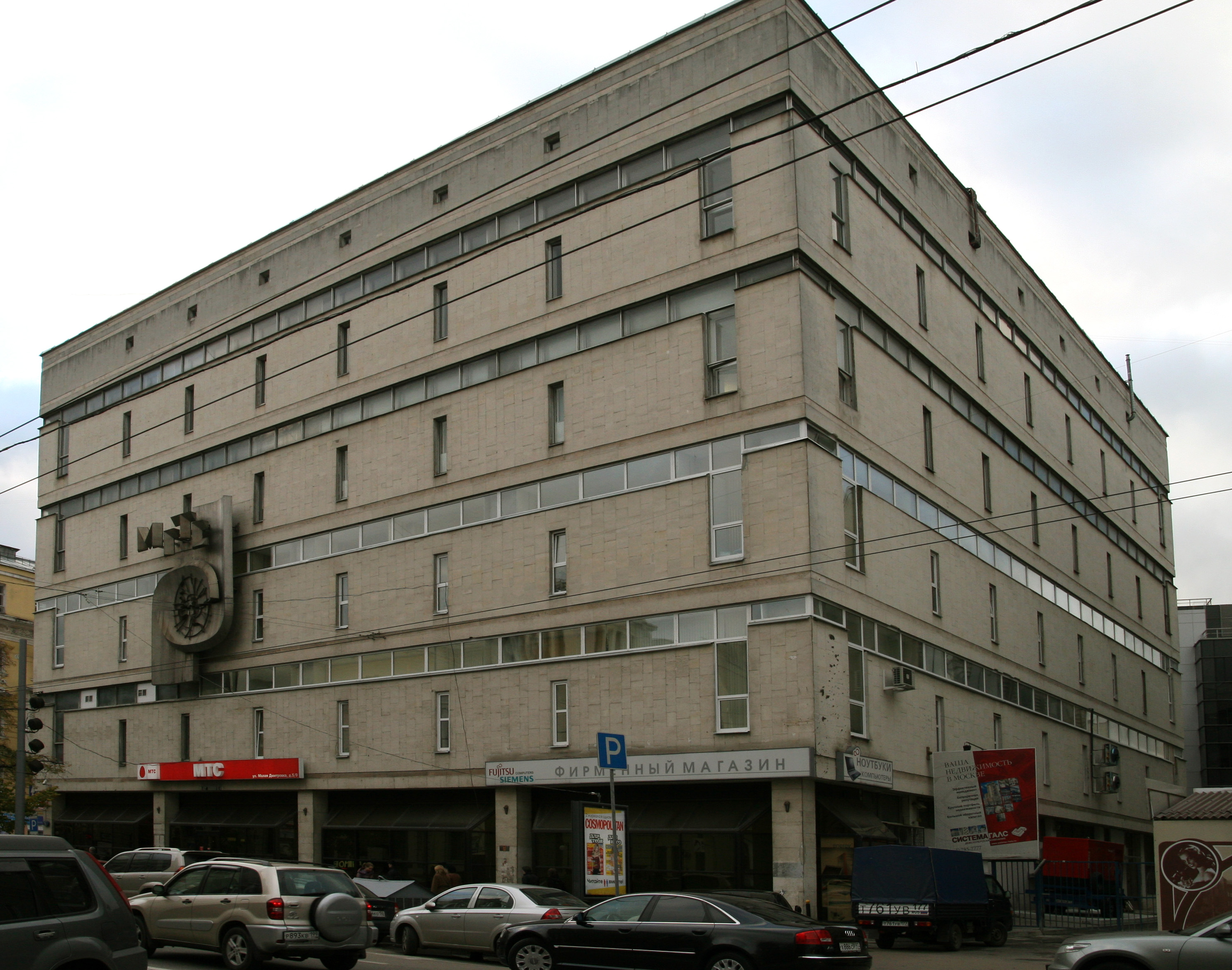
Здание МГТС, 2008 г.

В настоящее время по этому адресу находится построенное в 1970-х годах здание Московской городской телефонной сети (с 1994 года акционерное общество) — одного из крупнейших базовых операторов телекоммуникаций столицы.
Ранее на здании, находившемся на этом месте, была ошибочно установлена мемориальная доска с указанием, что в нём жил Адам Мицкевич.

#### Многофункциональный офисный центр «Pallau-MD» (№ 7 и 9)
В настоящее время на этом участке построен многофункциональный офисный центр «Pallau-MD» с подземной автостоянкой по проекту архитектурной мастерской № 14 «Моспроект-2» П. Ю. Андреева, конструктивной частью которого стали два существовавших ранее здания:

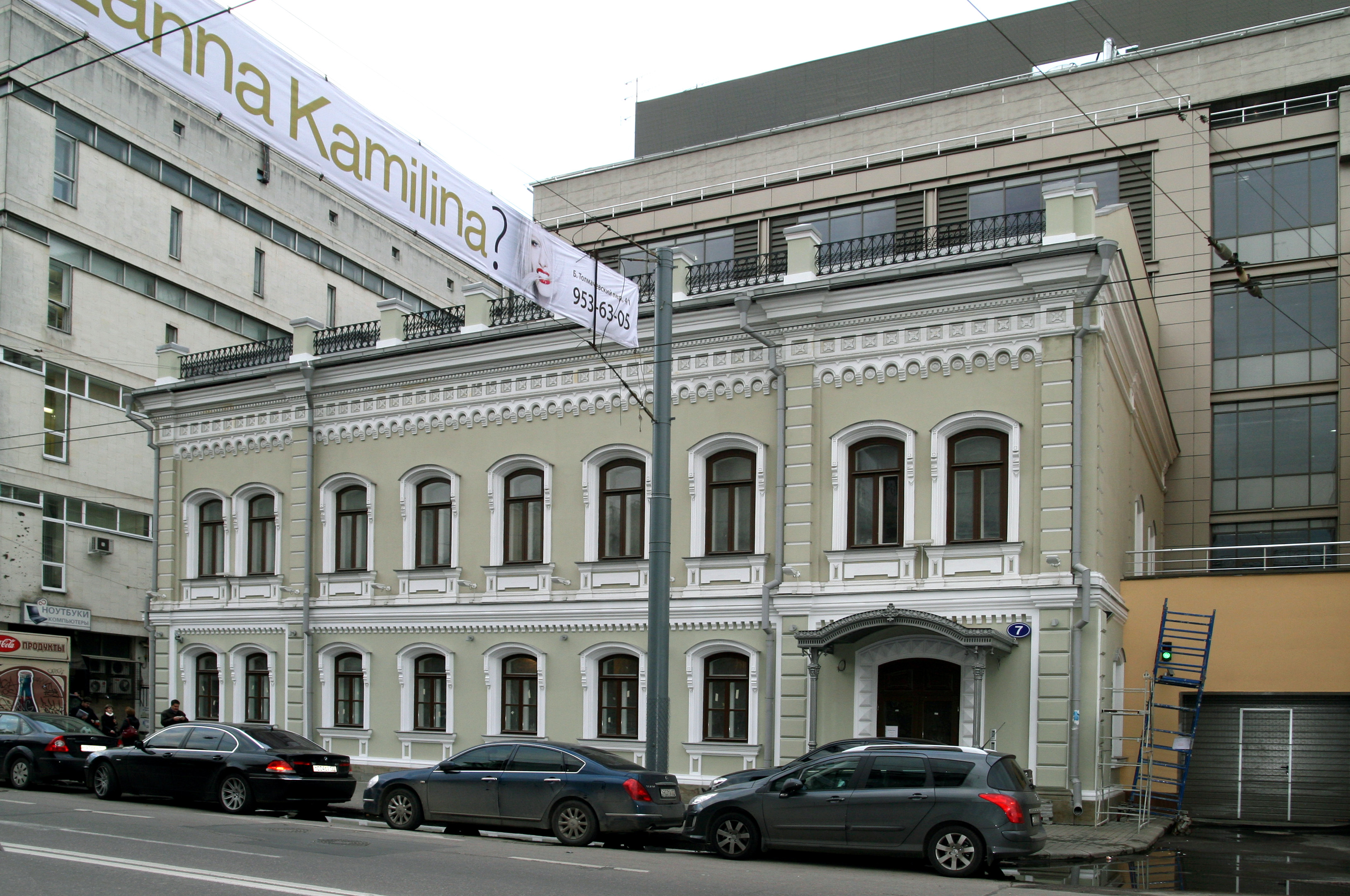
Дом № 7, справа видна часть нового корпуса, 2008 г.

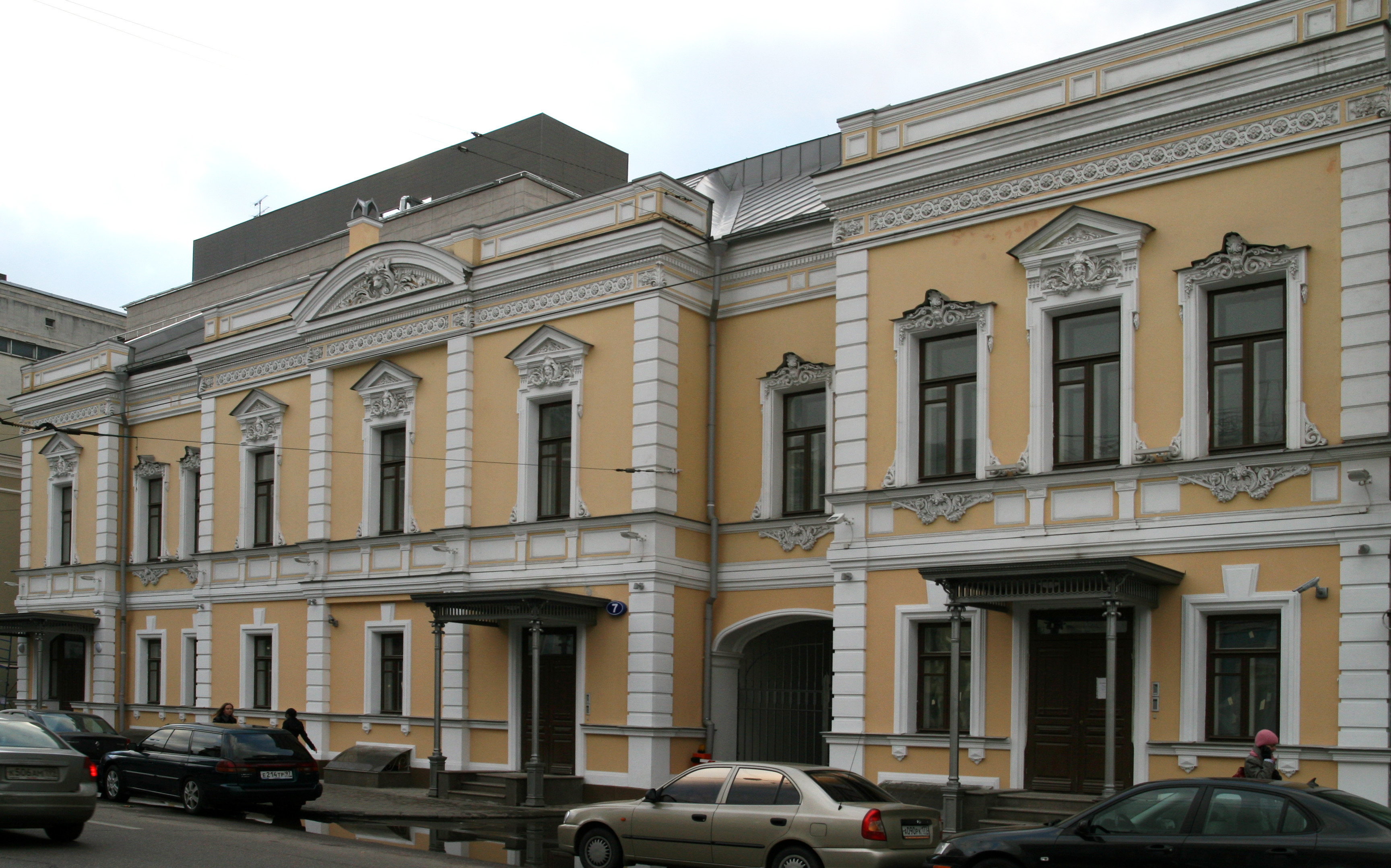
Дом № 9, 2008 г.

- № 7 — Двухэтажный доходный дом был построен в 1864 году. В нём ряд лет жил белорусский живописец В. К. Бялыницкий-Бируля. В 1840—1850-х годах в доме, стоявшем на этом месте, жил филолог и публицист И. Ф. Калайдович. В 1970-х годах в доме была проведена внутренняя перестройка[23]. До середины 2000-х годов в этом здании располагался Кожно-венерологический диспансер № 3 Управления здравоохранения Центрального административного округа[24].
- № 9 — Главный дом городской усадьбы последней трети XIX века, занимавший всю ширину исторического домовладения, представляет собой каменный трёхэтажный объём, асимметричный в плане, с подвалом и проездной аркой во двор в правой части фасада. Фасад здания эклектичен, сочетает в себе элементы классицизма и барокко. Его украшают лепные наличники окон, завершенных фигурными вставками и фронтонами, рустованные угловые пилястры, междуэтажные тяги под окнами первого и между первым и вторым этажом, декорированные аттик и фриз, фигурная композиция в тимпане главного ризалита[23]. В 1898 году дом был перестроен техником архитектуры Э. С. Юдицким. До середины 2000-х годов в этом здании располагался Психоневрологический диспансер № 14 Управления здравоохранения Центрального административного округа[24]. В этом же здании находился единственный в стране Музей уникальных кукол. Дом № 9 являлся заявленным объектом культурного наследия[14].

В 2001 году Мэром Москвы Ю. М. Лужковым было подписано Постановление о реконструкции домов № 7 и 9 со строительством многофункционального офисного центра и выводом кожно-венерологического и психоневрологического диспансеров на Селезнёвскую улицу. Оба дома были отреставрированы фирмой «МАРСС» под руководством Г. Мудрова: в доме № 7 выровнены ризалиты и заменены перекрытия; в доме № 9 восстановлена лепнина, часть интерьеров отреставрирована, сохранена чугунная лестница.
Новый корпус, пристроенный в 2007 году девелоперской компанией «Система-Галс» к существующим по этому адресу домам, представляет собой здание переменной этажности (до 7 этажей) площадью более 14800 м².

#### Доходный дом А. А. Шешкова (№ 11/10)

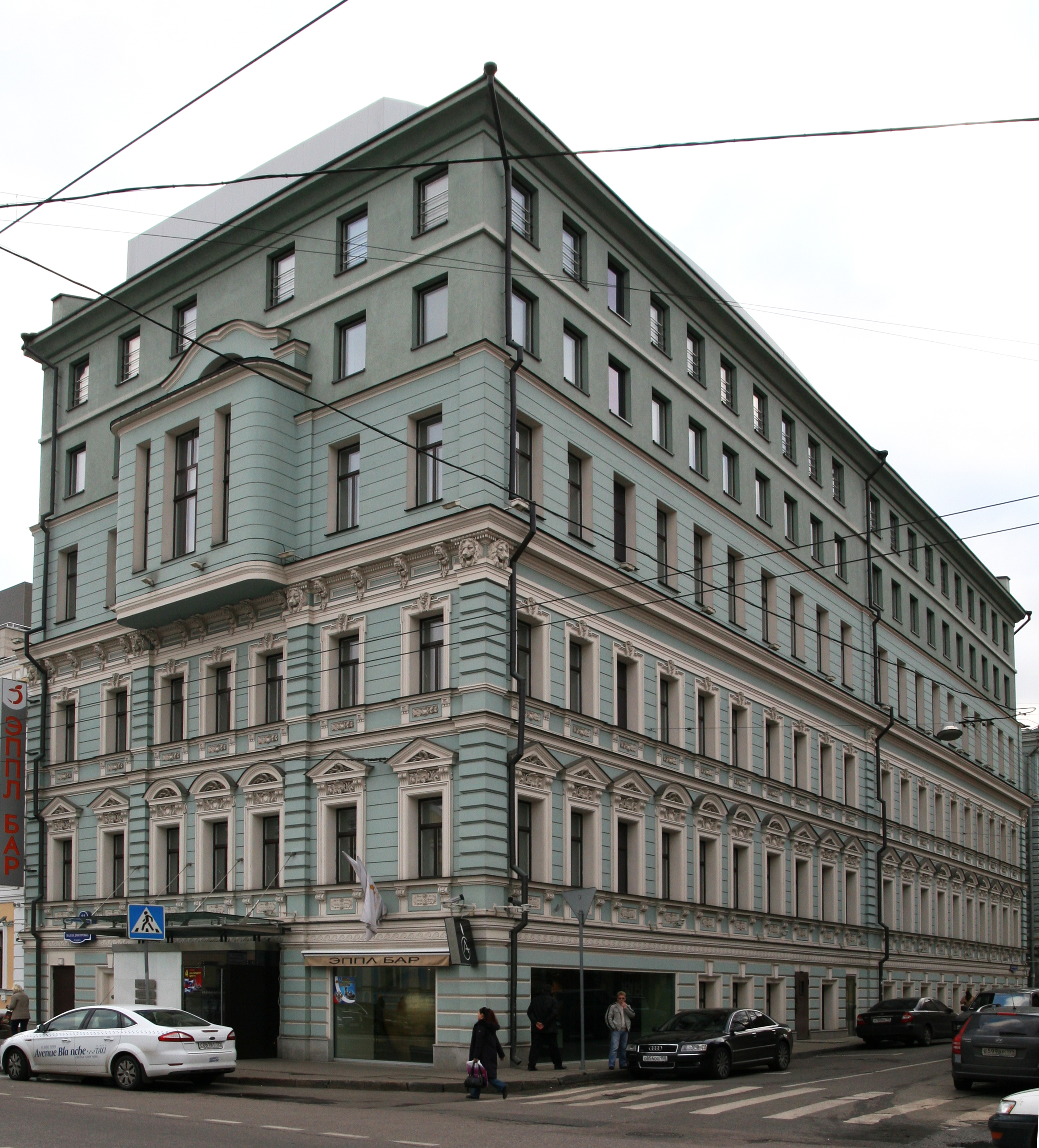
Бутик-отель «Golden Apple», 2008 г.

В этом доме, принадлежащем домовладельцу А. А. Шешкову, в апреле 1899 года в квартире № 14 поселился А. П. Чехов. Вход в квартиру был с Дегтярного переулка. 25 августа того же года Чехов уехал в Ялту, откуда вернулся в этот дом в октябре 1900 года и жил здесь перед отъездом в Ниццу до 10 декабря того же года. На квартире у Чехова бывали писатели Л. Н. Толстой, А. М. Горький, И. А. Бунин, В. А. Гиляровский, театральные деятели К. С. Станиславский и В. И. Немирович-Данченко, известный психиатр Г. И. Россолимо, актёры А. И. Южин и О. Л. Книппер, художник И. И. Левитан. В этой квартире также жила сестра писателя, Мария Павловна, преподававшая в гимназии Ржевской. К. С. Станиславский в своих воспоминаниях оставил описание комнаты Чехова:

Самый простой стол посреди комнаты, такая же чернильница, перо, карандаш, мягкий диван, несколько стульев, чемодан с книгами и записками — словом, только необходимое и ничего лишнего. <...> Со временем комната пополнилась несколькими эскизами молодых художников, всегда талантливыми, новыми по направлению и простыми. <...> Рядом с его комнатой часто шумел самовар, а вокруг чайного стола, точно калейдоскоп, сменялись посетители. Одни приходили, другие уходили.

В 1910 году дом был надстроен тремя этажами по проекту архитектора К. Л. Розенкампфа.
Долгие годы в советское время дом являлся жилым. В 1997 году Постановлением Московской городской думы здание доходного дома было отнесено к перечню памятников истории и культуры, разрешённых к приватизации.
В 2000 году из дома были отселены жители и мэром Москвы Ю. М. Лужковым было принято решение о реконструкции здания под нежилое. В процессе реконструкции здание пришло в предаварийное состояние, в связи с чем в проект реконструкции были внесены изменения. С 2004 года в реконструированном здании находится бутик-отель «Golden Apple». Отель предлагает гостям 92 номера, ресторан, оздоровительный клуб.

#### Особняк Е. И. Залогиной (№ 13/17)

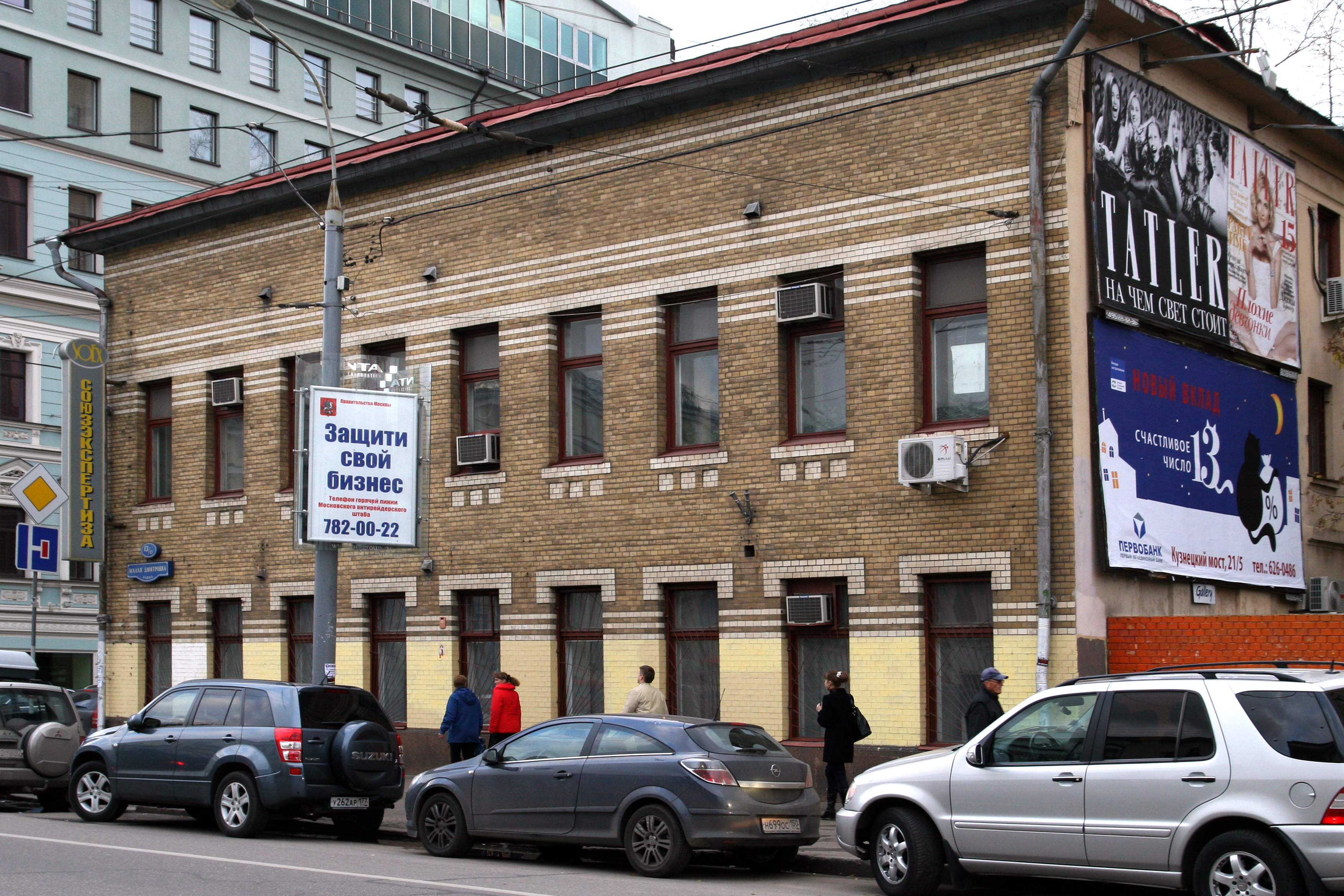
Особняк Е. И. Залогиной, 2008 г.

Двухэтажный классический особняк начала XIX века простого кубического объёма расположен на углу Малой Дмитровки и Дегтярного переулка (здание имеет второй адрес: Дегтярный переулок, 17).
В 1840-х годах здесь под надзором полиции жила Е. П. Лачинова — жена кавказского генерала Н. Е. Лачинова, автор (под псевдонимом Е. Хамар-Дабанов) романа-памфлета «Проделки на Кавказе» (1844 г.), запрещённого и уничтоженного цензурой. В число персонажей «Проделок на Кавказе» Е. П. Лачинова ввела в том числе лермонтовских героев из романа «Герой нашего времени» Печорина и Грушницкого.
В 1904 году по проекту архитектора К. К. Гиппиуса здание было перелицовано в стиле рационального модерна керамической плиткой цвета светлой охры с более светлыми плоскими изображениями архитектурных деталей — горизонтальных тяг, наличников, подоконных полочек, филёнок. Аналогично оформлены службы во дворе, перестроенные из более ранних построек.
В настоящее время в здании располагается Автономная некоммерческая организация Торгово-промышленной палаты РФ «Союзэкспертиза» — крупнейшая и старейшая в России независимая инспекционная компания в области контроля качества, экспертизы, оценки и сертификации товаров и услуг.

#### Дом № 15

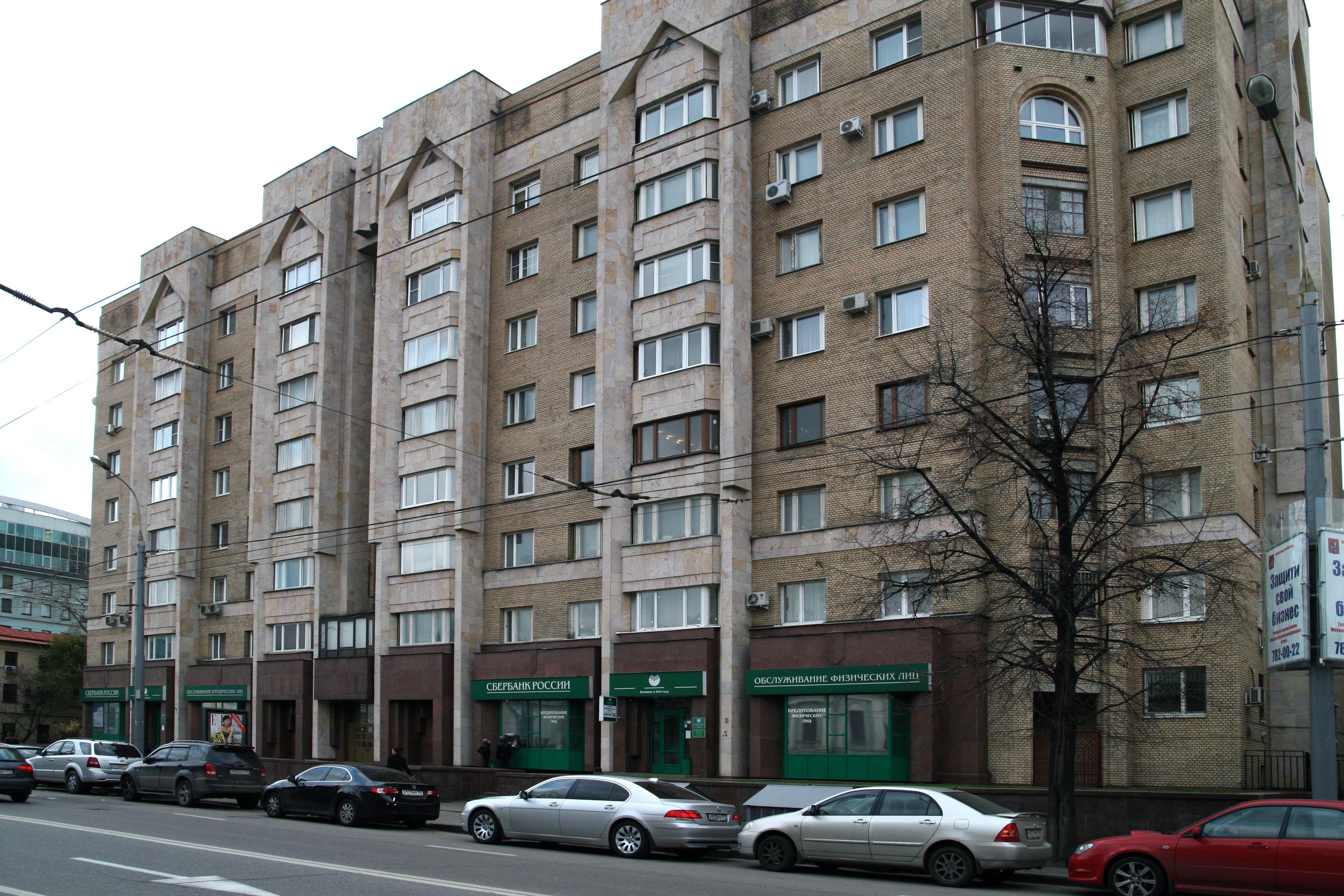
Дом № 15, 2008 г.

В настоящее время по этому адресу находится современный кирпичный восьмиэтажный жилой дом. В здании также располагается отделение Сбербанка России, ряд других организаций.
Ранее на этой территории находились три строения под № 15, 17 и 19:
- № 15 — В этом доме в 1880-х годах жил компаньон В. М. Чаплина по фирме «В. Залесский и В. Чаплин», известный архитектор В. Г. Залесский, а в последние годы XIX — в начале XX века — художники К. А. Коровин и В. А. Серов. В находившейся в доме мастерской работал М. А. Врубель, создавая картину «Демон».
- № 17 — В 1802 году в доме «у Мосолова», стоявшем на этом месте, после смерти жены снял квартиру историк и писатель Н. М. Карамзин[33] и начал выпускать журнал «Вестник Европы», в котором в 1814 году было опубликовано первое стихотворение А. С. Пушкина «К другу стихотворцу». В 1815 году у Карамзина на Малой Дмитровке с середины января по начало марта останавливался поэт В. А. Жуковский[34].
- № 19 — В начале XX века дом принадлежал отставному гвардии штабс-ротмистру А. К. Шильдбаху[35]. А. К. Шильдбах был сыном основателя Московского кредитного общества К. К. Шильдбаха, позднее сам возглавлял это общество[36][37]. В 1901 году Шильдбах стал одним из основателей Московского общества любителей лыжного спорта, на базе которого в 1911 году возникла сначала футбольная секция, а позднее — футбольный клуб ЦСКА[38].

#### Особняк М. Н. Мансуровой (М. Ф. Красильщиковой) (№ 21/18)
Одноэтажный ампирный особняк XIX века с жилым флигелем вдоль Старопименовского переулка за свою историю неоднократно перестраивался: архитектором Степановым (1869 г., левая пристройка), архитектором С. К. Тропаревским (1880 г.), архитектором И. А. Каминским (1881 г.), архитектором Б. М. Эппингером (1890 г.).

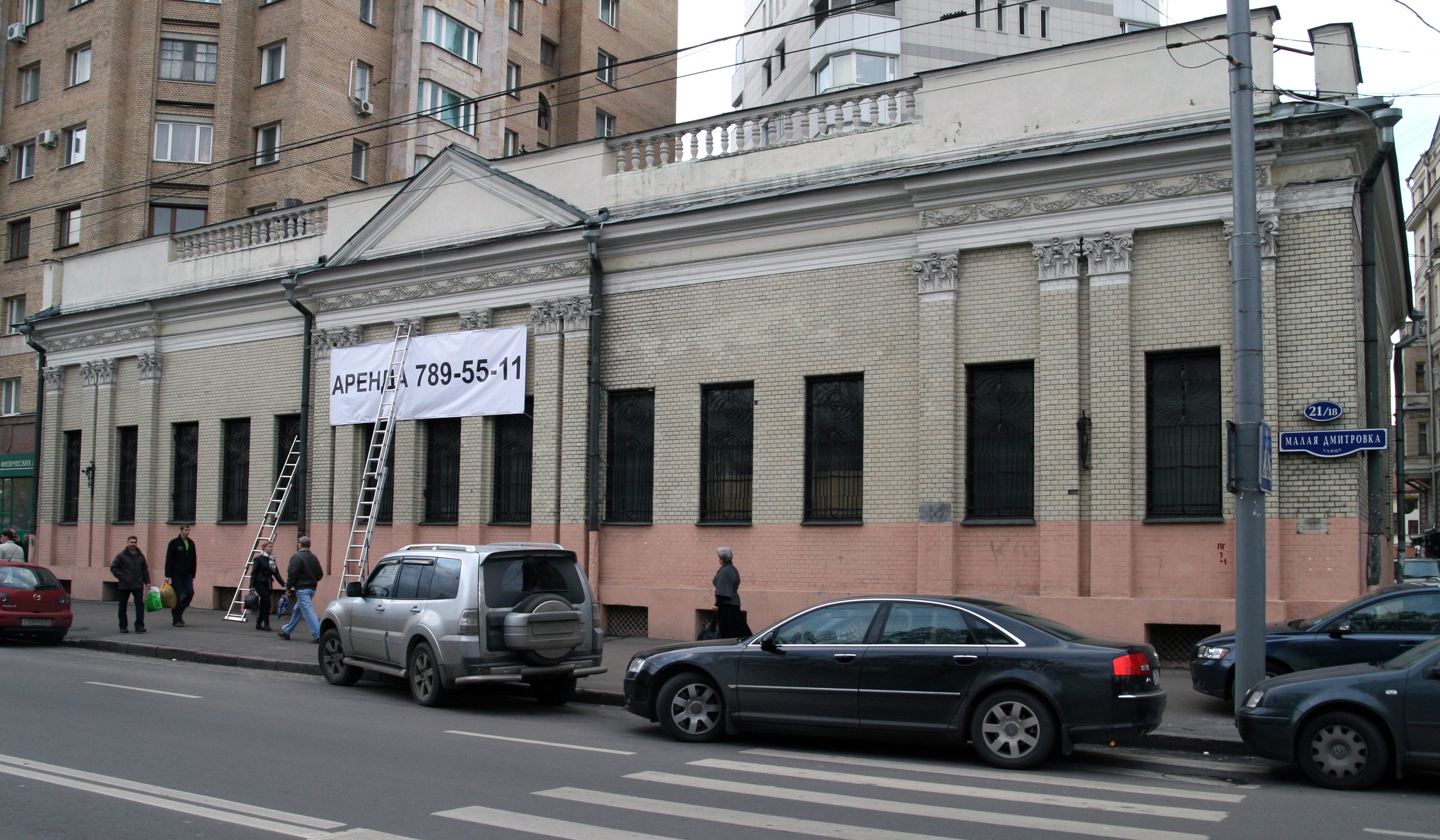
Особняк М. Н. Мансуровой, 2008 г.

С первой трети XIX века в отделке фасада частично сохранился классический декор в виде пилястр коринфского ордера и лепных фризов. Основная часть фасада облицована блестящей светло-кремовой керамической плиткой. До наших дней также сохранилось неоклассическое убранство зала, расположенного в угловой части особняка.
Во второй половине XIX века особняк принадлежал Кавалерственной даме ордена св. Екатерины Марии Николаевне Мансуровой (урождённой княжне Долгоруковой), которая вместе с дочерьми основала Рижский Свято-Троице-Сергиев монастырь. В 1860-х годах в доме жил профессор Московского университета, ботаник С. А. Рачинский, выпустивший первое издание в России книги Ч. Дарвина «Происхождение видов».
В начале XX века дом принадлежал П. М. Красильщикову — одному из владельцев крупного текстильного предприятия в Родниках. В 1907 году по проекту архитектора И. С. Кузнецова был проведён капитальный ремонт особняка, осуществлены перестройки интерьеров дома. В 1912 году И. С. Кузнецовым были также осуществлены постройки во дворе особняка. В 1914—1916 годах вдова Красильщикова содержала здесь госпиталь, где обязанности сестёр милосердия выполняли её дочери. После революции семью выселили во флигель для слуг, а в особняке разместился клуб «Коммуна», где проводились собрания коммунистов района. Позднее здание было передано Государственному институту журналистики (ГИЖ, позднее ВКИЖ).
Особняк М. Н. Мансуровой является объектом культурного наследия. В 1997 году Постановлением Московской городской думы здание особняка было отнесено к перечню памятников истории и культуры, разрешённых к приватизации.

#### Доходный дом В. М. Костяковой (№ 23/15)
На этом месте в 1740-х годах находилась шёлково-ткацкая фабрика Ильи Красноселова, а в 1750-х годах в старых палатах располагалась шпалерная фабрика Мартина Ботлера, обладавшего монопольным правом на производство полотняных и бумажных шпалер. В 1760-х годах владение принадлежало известному фабриканту и английскому купцу И. И. (Джону) Томесу. Во время московского пожара в 1812 году все строения сгорели. С 1837 года владение (также включало дом № 25) принадлежало декабристу, члену Союза благоденствия И. А. Фонвизину. В этом доме у Фонвизина бывал писатель Н. В. Гоголь. В 1849—1852 годах в доме жил член Московской управы Северного тайного общества декабрист И. Н. Горсткин. 11 мая 1853 года, через месяц после смерти И. А. Фонвизина, в этом доме на один день остановился его брат, декабрист М. А. Фонвизин. Здесь с ним встретился генерал А. П. Ермолов и другие друзья и соратники декабриста.

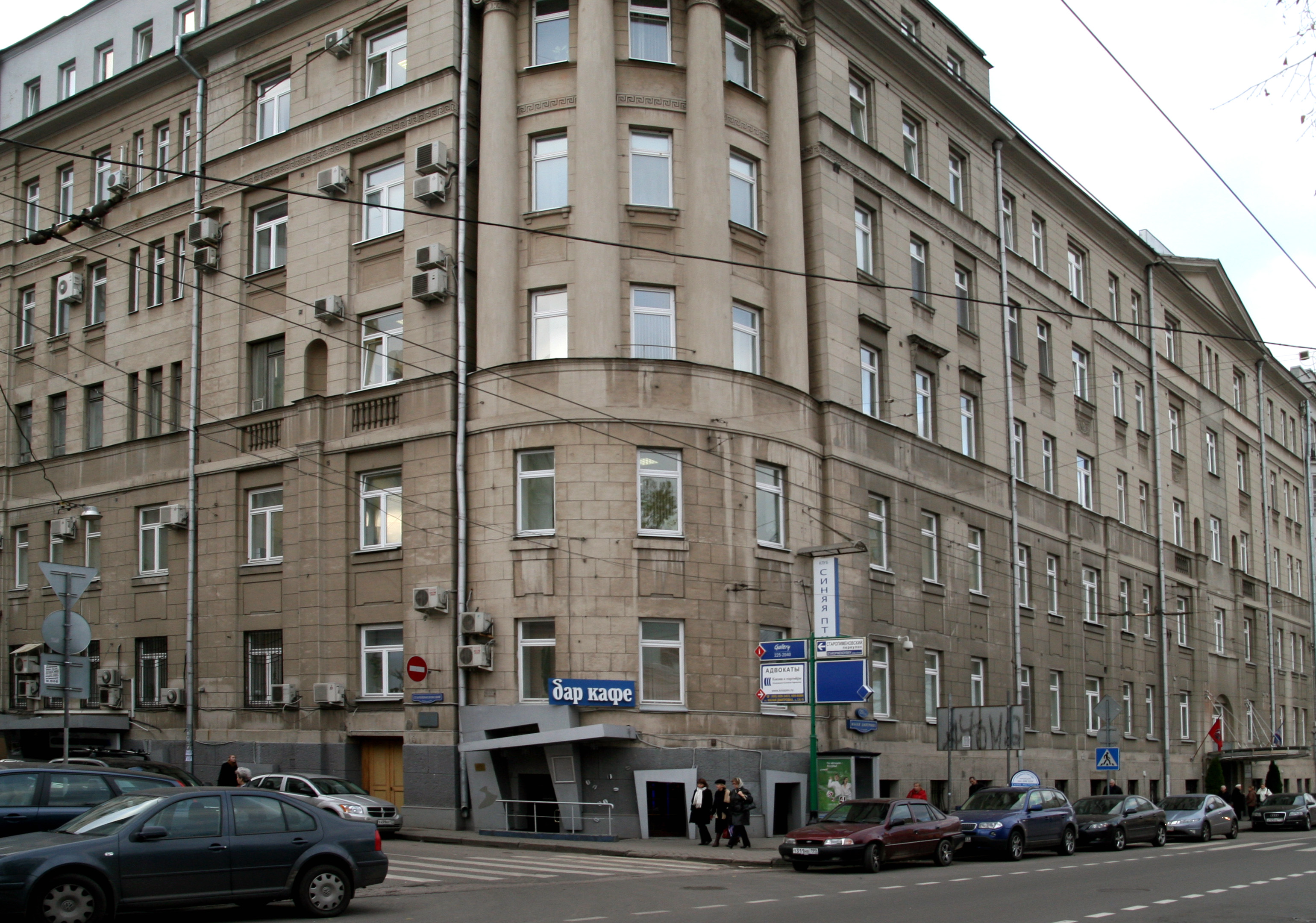
Доходный дом В. М. Костяковой, 2008 г.

В 1850—1860-х годах это владение перешло к Бибиковым. Дом Бибиковых был своеобразным фамильным музеем, связанным с жизнью декабристов. М. И. Бибиков приходился племянником декабристу М. И. Муравьёву-Апостолу, а его супруга С. Н. Бибикова была дочерью декабриста, автора «Конституции» Н. М. Муравьёва. Здесь собирались на «пятницах» прибывшие в Москву С. Г. Волконский, С. П. Трубецкой, И. Д. Якушкин, А. В. Поджио и другие декабристы. В 1873 году дом посетил писатель Л. Н. Толстой. Во владении дома был огромный сад, который ещё в 1820-х годах был местом уединённого пребывания и отдыха декабристов.
Большой пятиэтажный доходный дом был построен на месте прежних владений в 1909 году по проекту архитектора К. Л. Розенкампфа. В здании разместилась женская гимназия В. В. Потоцкой, преподавателями в которой были известные педагоги — Н. В. Чехов, П. С. Коган, В. И. Стражев и другие. В доме жил архитектор В. В. Воейков, автор нескольких доходных домов в Москве, северного крыла здания Политехнического музея, гостиницы «Метрополь».
В настоящее время в здании располагается ЗАО «Моспромстрой» — одна из крупнейших строительных компаний Москвы, участвовавшая в строительстве и реконструкции Кремлёвского дворца съездов, Мавзолея В. И. Ленина, Останкинского телецентра, высоток на Новом Арбате, заводов ЗИЛ, АЗЛК и многих других объектов. В здании также находится клуб «Синяя птица» — один из старейших (основан в 1964 году) джазовых клубов России. В конце 1960-х годов здесь начинали играть будущие «звёзды» джаза — Алексей Козлов, Алексей Кузнецов, Игорь Бриль, Михаил Альперин, Вагиф Садыхов и другие музыканты. В 2010 году клуб «Синяя птица» прекратил своё существование.

#### Доходный дом Г. А. Гельриха № 25

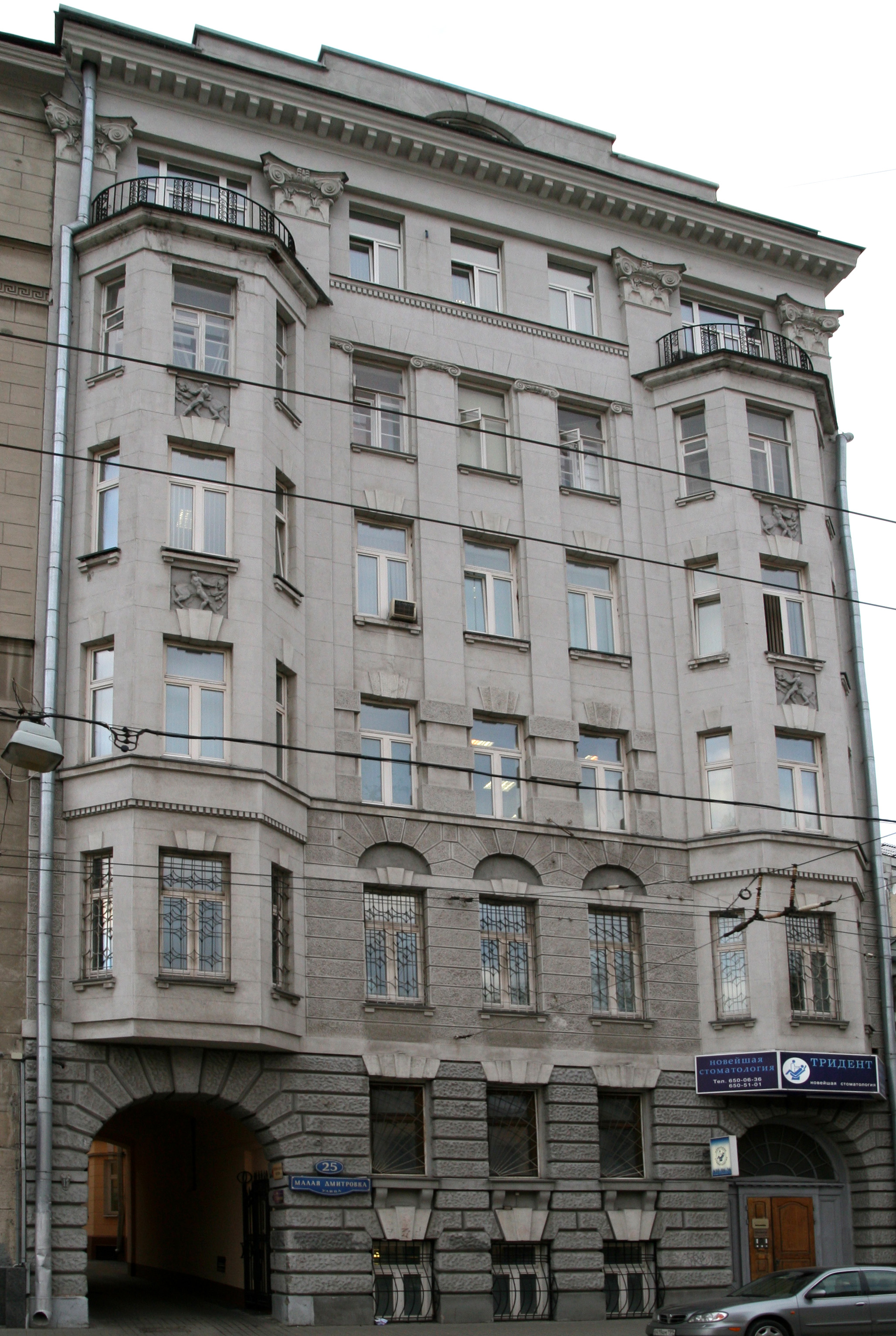
Дом № 25, 2008 г.

На месте этого здания и соседнего № 27 (городская усадьба В. П. Писемской) в конце XVIII—начале XIX века находились два дома — двухэтажный каменный и одноэтажный деревянный, принадлежавшие секретарю городского магистрата А. И. Григорьеву, отцу литературного критика А. А. Григорьева. Оба дома сгорели во время московского пожара 1812 года.
В отстроенном заново здании в 1880-е годы располагалась редакция основанного журналистом и переводчиком В. М. Лавровым журнала «Русская мысль», в котором сотрудничали русский историк В. О. Ключевский, писатели Н. С. Лесков, К. К. Случевский, П. Д. Боборыкин, М. Горький, Д. В. Григорович, Д. Н. Мамин-Сибиряк, А. П. Чехов и многие другие. В начале XX века владение принадлежало княгине М. Э. Меншиковой-Корейш из знаменитого рода Меншиковых.
Современное семиэтажное здание, фасад которого выделяется симметричными эркерами и декорированными барельефами на античные темы, построено в 1913 году по проекту архитектора Г. А. Гельриха. Доходным домом вплоть до 1916 года владел сам архитектор Г. А. Гельрих. Здание примыкает левой стороной к построенному четырьмя годами ранее дому № 23/15. В разные годы здесь жили: микробиолог, физиолог растений, профессор Н. Н. Худяков; народная артистка СССР, лауреат Сталинской премии, актриса театра и кино А. П. Зуева; советский авиаконструктор В. М. Петляков, спроектировавший четырёхмоторный тяжёлый бомбардировщик Пе-8 (в память об авиаконструкторе на доме установлена мемориальная доска).
Здесь, после выселения из собственного особняка и долгих скитаний по Москве, у своей дочери В. Ф. Тонковой в квартире № 22 поселился и прожил последние годы своей жизни архитектор Ф. О. Шехтель. Позднее в этой же квартире жил внук Шехтеля актёр Вадим Тонков. После возвращения в 1923 году из эмиграции в этом доме жил и работал над романом «Пётр I» писатель А. Н. Толстой.

#### Городская усадьба И. Г. Григорьева — В. П. Писемской (№ 27)

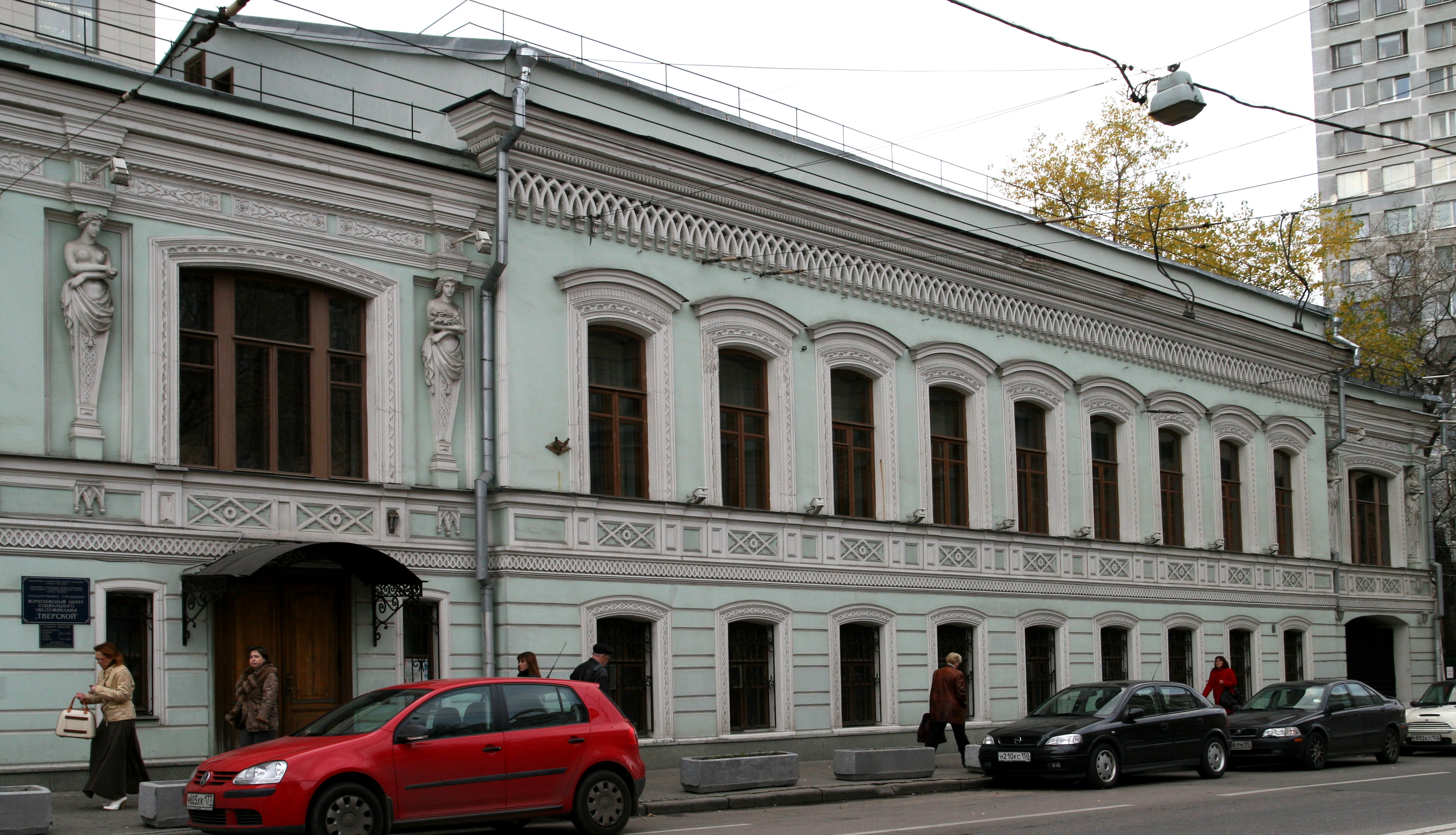
Дом № 27, 2008 г.

Городская усадьба конца XVIII — начала XIX века с флигелем и конюшнями.
В 1840—1850-е годы в здании располагался салон В. П. Писемской, талантливой арфистки, весьма образованной женщины, посещавшей лекции историка литературы С. П. Шевырёва и историка-медиевиста Т. Н. Грановского. В салоне Писемской устраивались литературные и музыкальные вечера, на которых бывали писатели Н. В. Гоголь, П. А. Вяземский, Ф. И. Тютчев, Ф. Н. Глинка, актёр П. М. Садовский и другие. Здесь в 1843 году композитору Ференцу Листу, после завершения его концертов в Москве, был дан прощальный обед. В 1867—1868 годах в этом доме жил известный русский публицист И. С. Аксаков и помещалась редакция издаваемой им газеты «Москва». В 1878—1882 годах усадьба принадлежала семье русского архитектора Р. И. Клейна, автора здания ГМИИ им. Пушкина, торгового дома Мюр и Мерилиз и многих других построек в Москве.
В 1997 году Постановлением Московской городской думы здания главного дома, флигеля и конюшен были отнесены к перечню памятников истории и культуры, разрешённых к приватизации. В 2003 году южный флигель городской усадьбы В. П. Писемской был исключён из списка «вновь выявленных объектов культурного наследия» в связи «с полной физической утратой».
В настоящее время в здании главного дома усадьбы располагается ГУ Комплексный центр социального обслуживания «Тверской» Центрального административного округа Москвы. Здание является объектом культурного наследия регионального значения.

#### Дом Фирганга (№ 29)

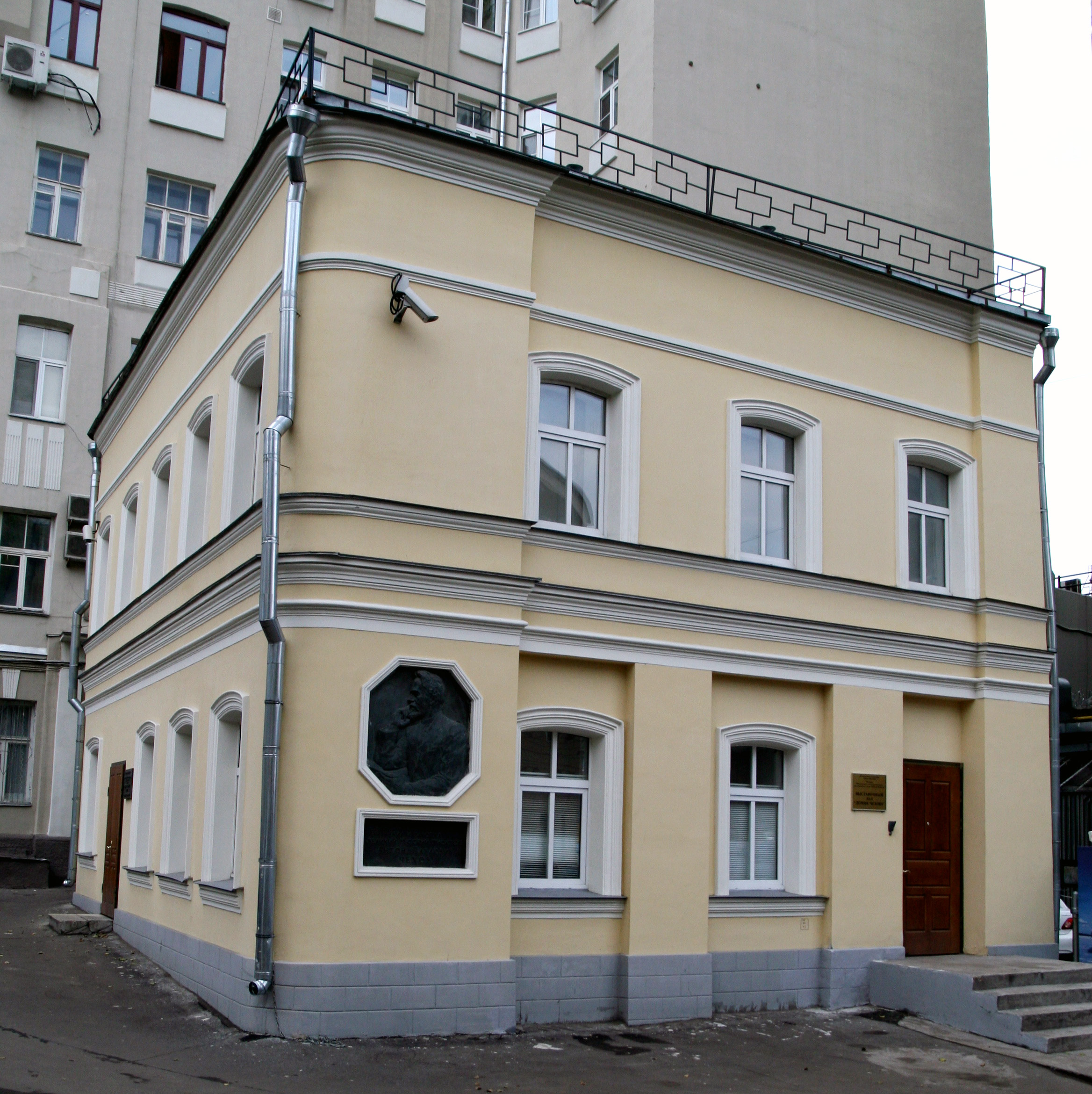
«Домик Чехова», 2008 г.

В 1744 году владение принадлежало архитектору И. Я. Бланку, а затем его сыну, одному из первых по времени архитекторов раннего классицизма К. И. Бланку, автору Воспитательного дома и Храма великомученицы Екатерины на Всполье в Москве.
В 1890-х годах участок принадлежал московскому купцу и домовладельцу В. К. Фиргангу.
После возвращения в 1890 году из поездки по Сахалину и до отъезда в 1892 году в Мелихово в небольшом двухэтажном флигеле в правой части владения жил А. П. Чехов. Здесь он работал над книгой «Остров Сахалин», рассказами «Попрыгунья», «Дуэль», «Палата № 6», а также встречался с писателями В. Г. Короленко, Д. В. Григоровичем, В. А. Гиляровским, П. Д. Боборыкиным, В. И. Немировичем-Данченко, историком Д. С. Мережковским, известными актёрами А. П. Ленским и А. И. Южиным, художником И. И. Левитаном. Флигель сохранился до нашего времени и отмечен памятной доской с барельефом А. П. Чехова. Во второй половине 1910-х годов дом принадлежал потомственному почётному гражданину И. Е. Рахманову.
В настоящее время здание является филиалом выставочного зала «Новый манеж» и носит название «Домик Чехова». Флигель, в котором жил А. П. Чехов (Малая Дмитровка, 29, стр. 4), включён в перечень объектов культурного наследия федерального значения.
В шестиэтажном доходном доме, построенном в 1910 году по проекту архитектора И. Г. Кондратенко, жили оперный певец, солист Большого театра А. И. Алексеев, историк С. Ф. Фортунатов, лингвист Н. Ф. Яковлев.

#### Дом № 31/22
В настоящее время на углу Малой Дмитровки и Садовой-Триумфальной улицы находится жилой комплекс, состоящий из 17-этажных блочных корпусов и единой стилобатной части.
В начале 1900-х годов в стоявшем здесь ранее угловом доме в течение ряда лет размещались Центральная амбулаторная лечебница Общества покровительства животных и общество «Майский союз», занимавшееся пропагандой охраны животных среди школьников.

### По чётной стороне

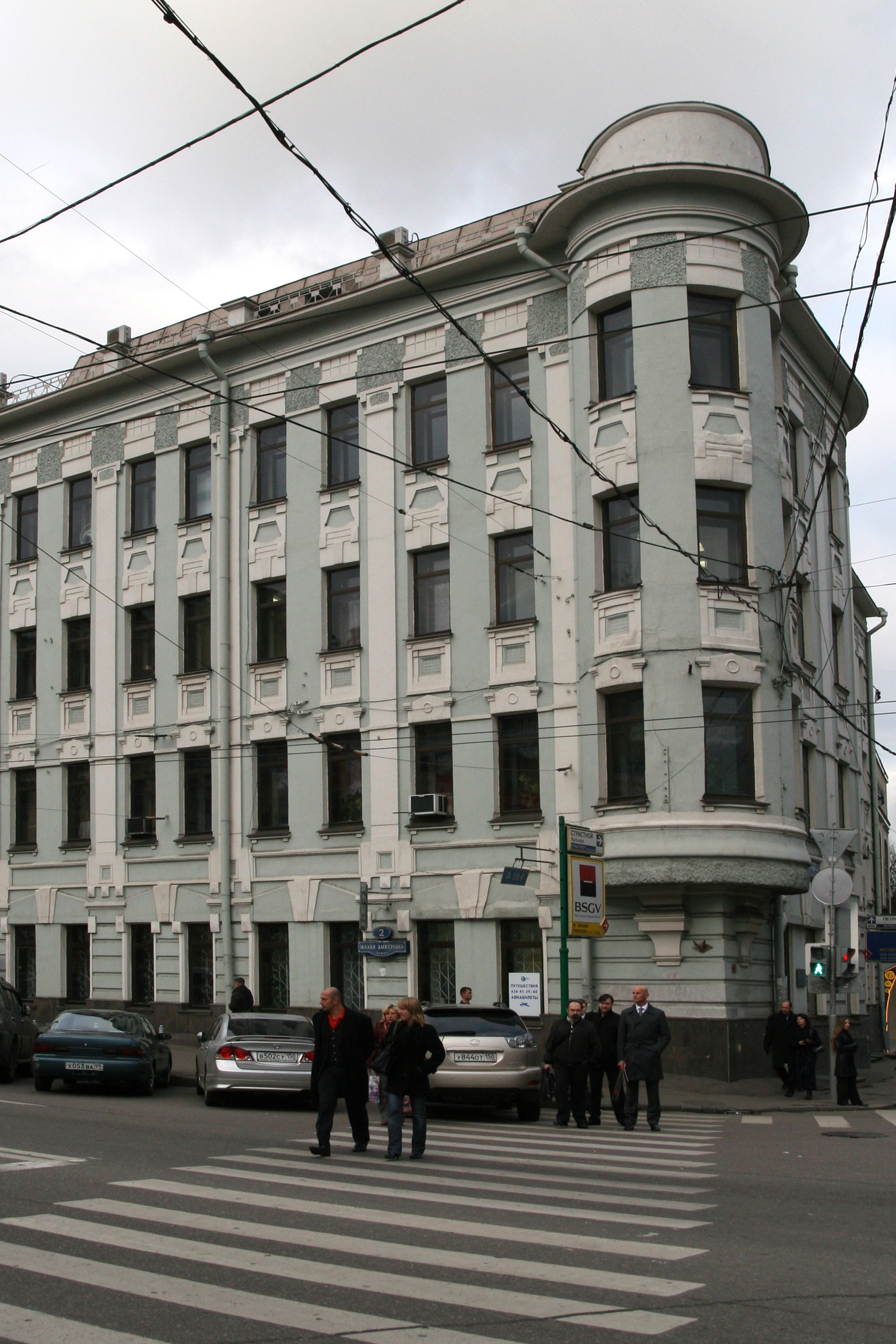
Дом № 2, вид с Пушкинской площади, 2008 г.

#### Дом № 2/1
Четырёхэтажный жилой дом, выходящий фасадами на Малую Дмитровку и Большой Путинковский переулок, построен в 1911 году по проекту архитектора Л. В. Стеженского.
В доме жил оперный певец, режиссёр и руководитель художественной части оперной труппы Большого театра В. А. Лосский, в 1927 году — литературовед В. Львов-Рогачевский, у которого бывал поэт Сергей Есенин.

#### Храм Рождества Богородицы в Путинках (№ 2 стр. 2)
Храм был заложен в 1649 году после пожара, уничтожившего предыдущую деревянную церковь Рождества Богородицы, и завершён строительством в 1652 году при царе Алексее Михайловиче.

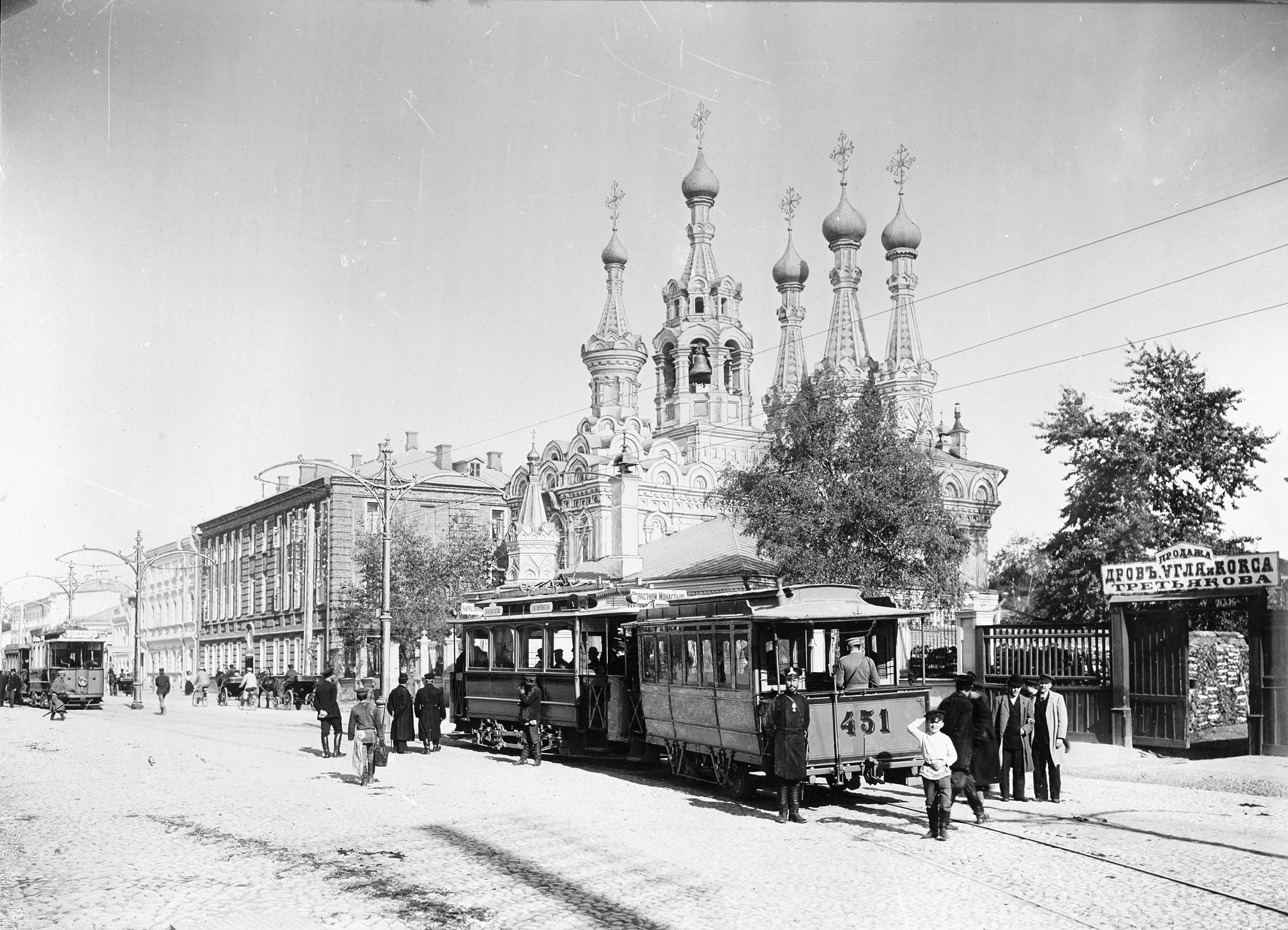
Малая Дмитровка и храм. 1899-1901 гг.

Церковь была построена из специально формованного кирпича и включала в себя: вытянутый с севера на юг четверик, увенчанный тремя шатрами, пониженный прямоугольный алтарный объём, кубообразный придел Неопалимой купины, увенчанный завершением в виде шатрика на барабане, двухъярусную колокольню и небольшую трапезную, примыкавшую к четверику церкви с запада.
После завершения строительства храма, в 1653 году, Патриарх Никон издал запрет на строительство шатровых храмов на Руси. Таким образом, Храм Рождества Богородицы в Путинках является последним шатровым каменным храмом в Москве. В разные времена к названию храма прибавлялось «что за Тверские ворота на Дмитровке», «на старом Посольском дворе, в Путинках», пока не устоялось современное название.

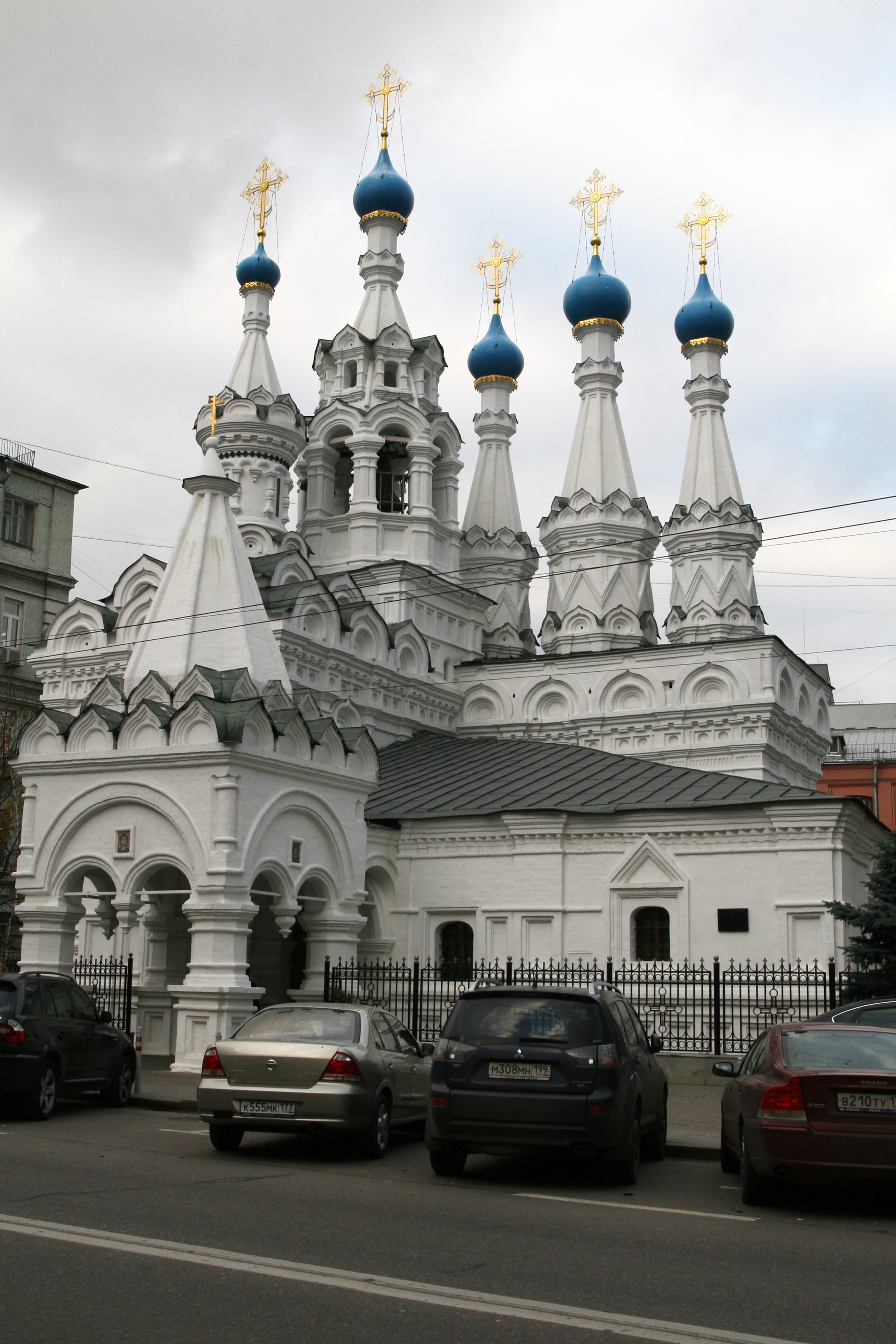
Современное состояние храма, 2008

В конце XVII века к храму была пристроена новая широкая трапезная с приделом великомученика Феодора Тирона, включающая более старые части церкви, и сооружена сторожка с ходом на колокольню. Сложность и дробность архитектурного решения храма усиливались наружной росписью и разноцветной черепицей. В 1864 году было построено новое западное крыльцо храма с шатром, близким по внешнему виду к остальным шатрам. Это крыльцо было разобрано в ходе реставрации храма в 1957 году и заменено новым, стилизованным под XVII век.
В 1930-х годах в храме служила братия Высоко-Петровского монастыря, а в 1935 году приход был закрыт. После закрытия в церковном здании были устроены конторские помещения, а затем репетиционная база московской дирекции «Цирк на сцене», где до лета 1990 года дрессировали собак и обезьян.
В 1990 году храм был передан православной церкви, началось его восстановление. Настоятелем храма был назначен игумен Серафим (С. П. Шлыков), однако в ночь с 1 на 2 февраля 1991 года священник при невыясненных обстоятельствах был убит. Богослужения в храме возобновились с августа 1991 года. Большой вклад в восстановление храма оказал Александр Абдулов, по инициативе которого во дворе театра им. Ленинского комсомола с конца 1980-х годов проходил фестиваль «Задворки», средства от которого направлялись на восстановление Храма Рождества Богородицы. Абдулов также стал режиссёром фильма-концерта «Задворки-3, или Храм должен оставаться Храмом», весь сбор от которого также был перечислен в фонд восстановления Храма. 5 января 2008 года в Храме Рождества Богородицы в Путинках прошло отпевание А. Абдулова. Здание церкви является объектом культурного наследия федерального значения.

#### Дом № 4 стр. 1
В этом доме жил профессор Московской консерватории, народный артист РСФСР В. И. Сук, дирижёрский талант которого высоко ценился композиторами П. И. Чайковским и Н. А. Римским-Корсаковым.
В настоящее время в здании находится Центральная районная детская библиотека № 3 имени М. В. Ломоносова.

#### Театр «Ленком» (№ 6)

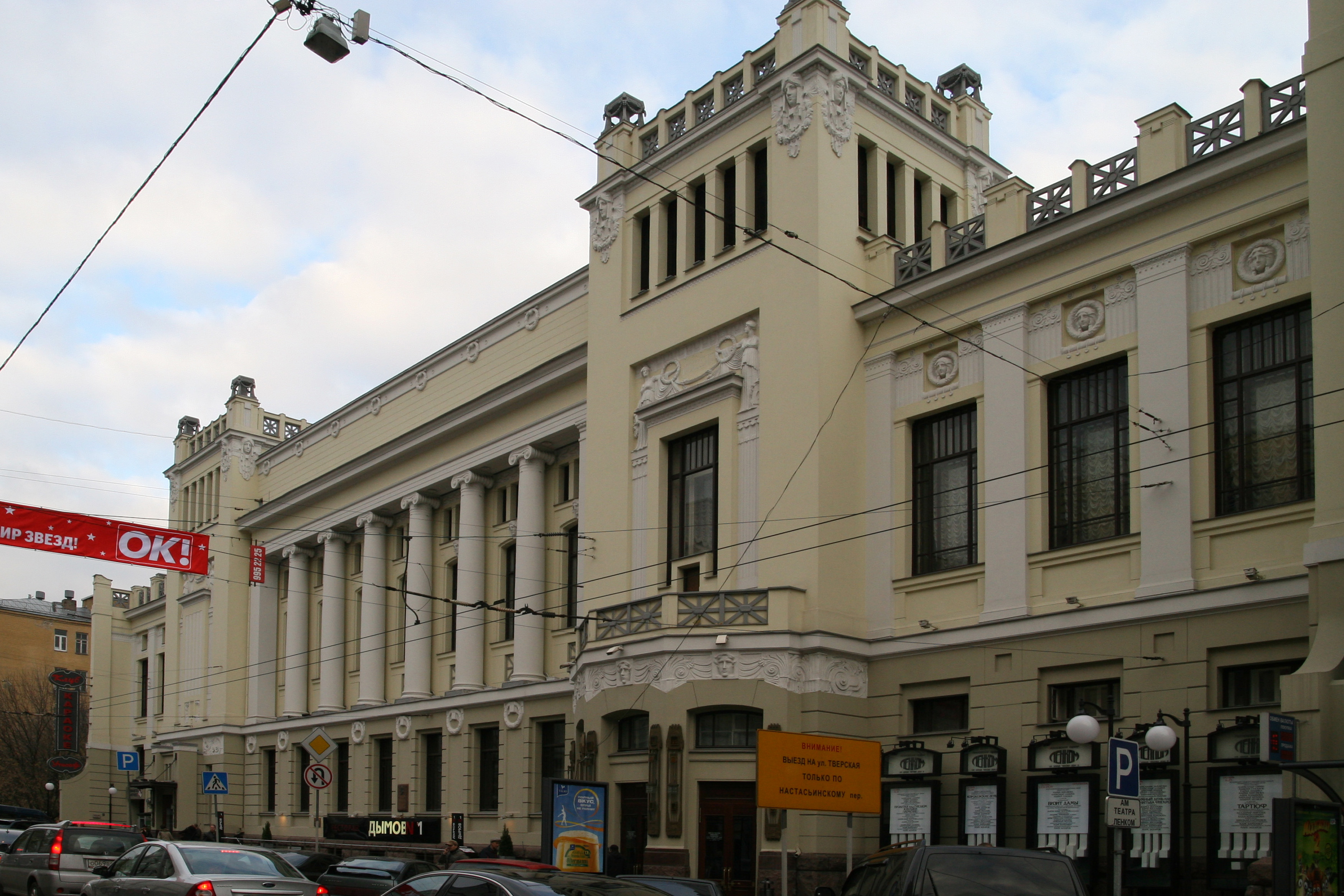
Фасад здания театра, вид от дома № 3, 2008 г.

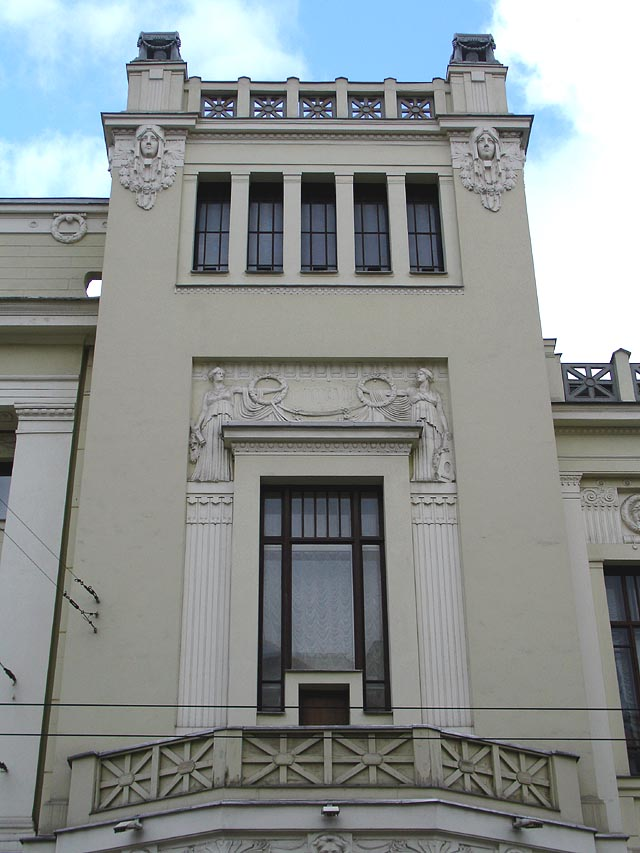
Правый башнеобразный объём с балконом, 2008 г.

Здание Клуба Московского купеческого собрания построено в 1907—1909 годах по проекту архитектора И. А. Иванова-Шица (при участии В. К. Олтаржевского). В 1912—1914 годах по проекту архитекторов В. Д. Адамовича и В. М. Маята к зданию была сооружена задняя пристройка. Особой популярностью пользовался построенный на крыше висячий сад.
В своей основе фасадная композиция здания, совмещающая черты неоклассицизма и модерна, симметрична, хотя в ней присутствует и элемент асимметрии — по-разному решены нижние части двух башнеобразных объёмов, между которыми расположена лоджия с портиком из шести ионических колонн. Эта композиция была в дальнейшем использована Ивановым-Шицем при проектировании фасада и художественной отделки здания для Московского городского народного университета имени А. Л. Шанявского на Миусской площади в Москве. Правая входная часть театра представляет собой выступающий гранёный объём, сверху которого на уровне второго этажа размещён балкон, вход слева отмечен небольшим выступом с металлическим козырьком. В здании сохранилась первоначальная отделка интерьеров в стиле модерн, вплоть до люстр, мебели и тканей.

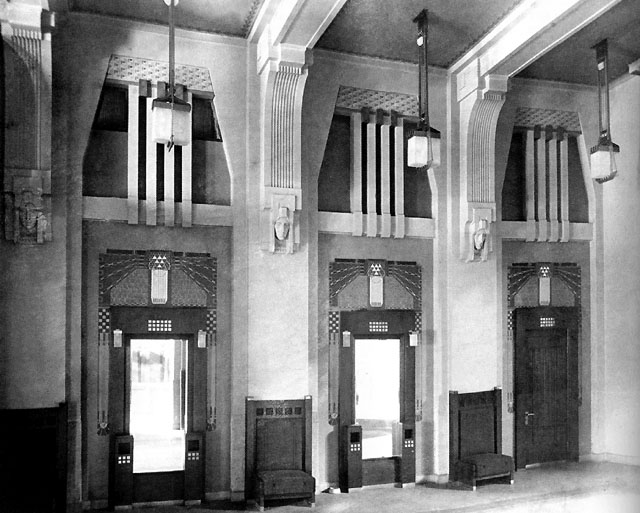
Интерьер здания, фото 1900-х годов

До Октябрьской революции в здании проходили собрания московского купечества, игрались музыкальные и драматические спектакли, давались музыкально-вокальные дивертисменты, здесь бывали деятели культуры, представители аристократических фамилий, промышленники и меценаты. В октябре 1917 года в здании разместился политический клуб «Дом анархии», а после его разгона, который описан в романе А. Толстого «Хождение по мукам», здесь находилась Центральная школа партийной и советской работы. В 1919 году в здании был открыт Коммунистический университет имени Я. М. Свердлова, в котором несколько раз выступал В. И. Ленин, а в 1920 году прошёл 3-й съезд Российского коммунистического союза молодёжи. Владимир Маяковский посвятил Свердловскому университету свои строки: «Здесь раньше купцы веселились ловко. Теперь университет трудящихся — Свердловка». В 1923 году в здании был открыт кинотеатр «Малая Дмитровка», где шли преимущественно зарубежные фильмы, а в 1926 году выступал джазовый исполнитель Сидней Беше.
В 1933 году в здании начал работу Театр рабочей молодёжи (ТРАМ), преобразованный в 1938 году в Театр имени Ленинского комсомола. С 1990 года театр носит название «Ленком» (художественный руководитель с 1973 по 2019 года М. А. Захаров). В разные годы в театре работали А. В. Эфрос, И. Н. Берсенев, С. Г. Бирман, А. Г. Абдулов, Е. П. Леонов, Т. И. Пельтцер и другие. В марте 2007 года в помещении ночного клуба «911», располагавшегося в здании, произошёл сильный пожар, в результате которого погибло 10 человек. В настоящее время помимо театра в здании находятся ресторан сети «Дымов № 1», фитнес-клуб сети «Планета-фитнес» и караоке-клуб «Утёсоф». Здание театра является объектом культурного наследия федерального значения.

#### Владение № 8

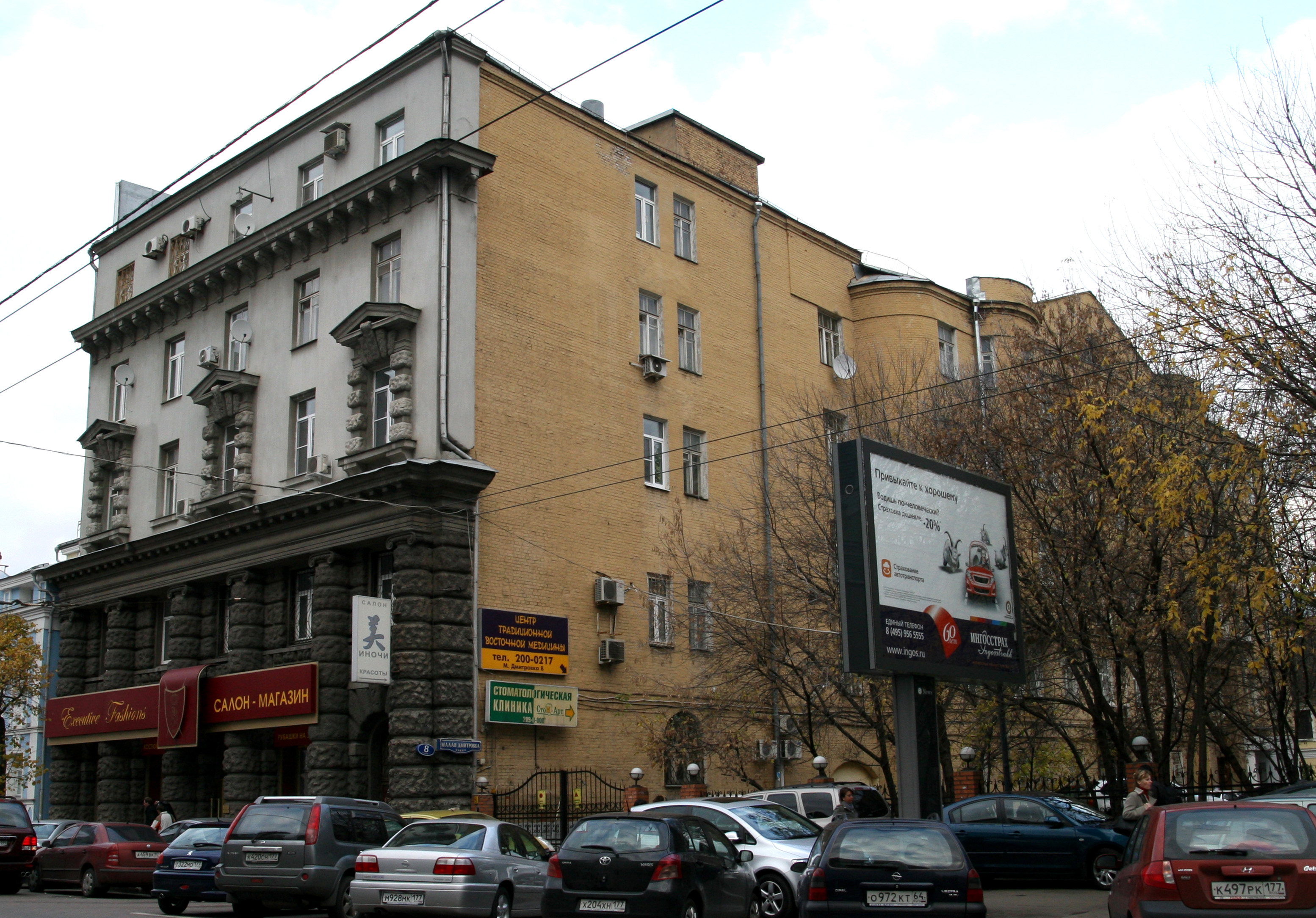
Доходный дом Спасо-Влахернского женского монастыря, 2008 г.

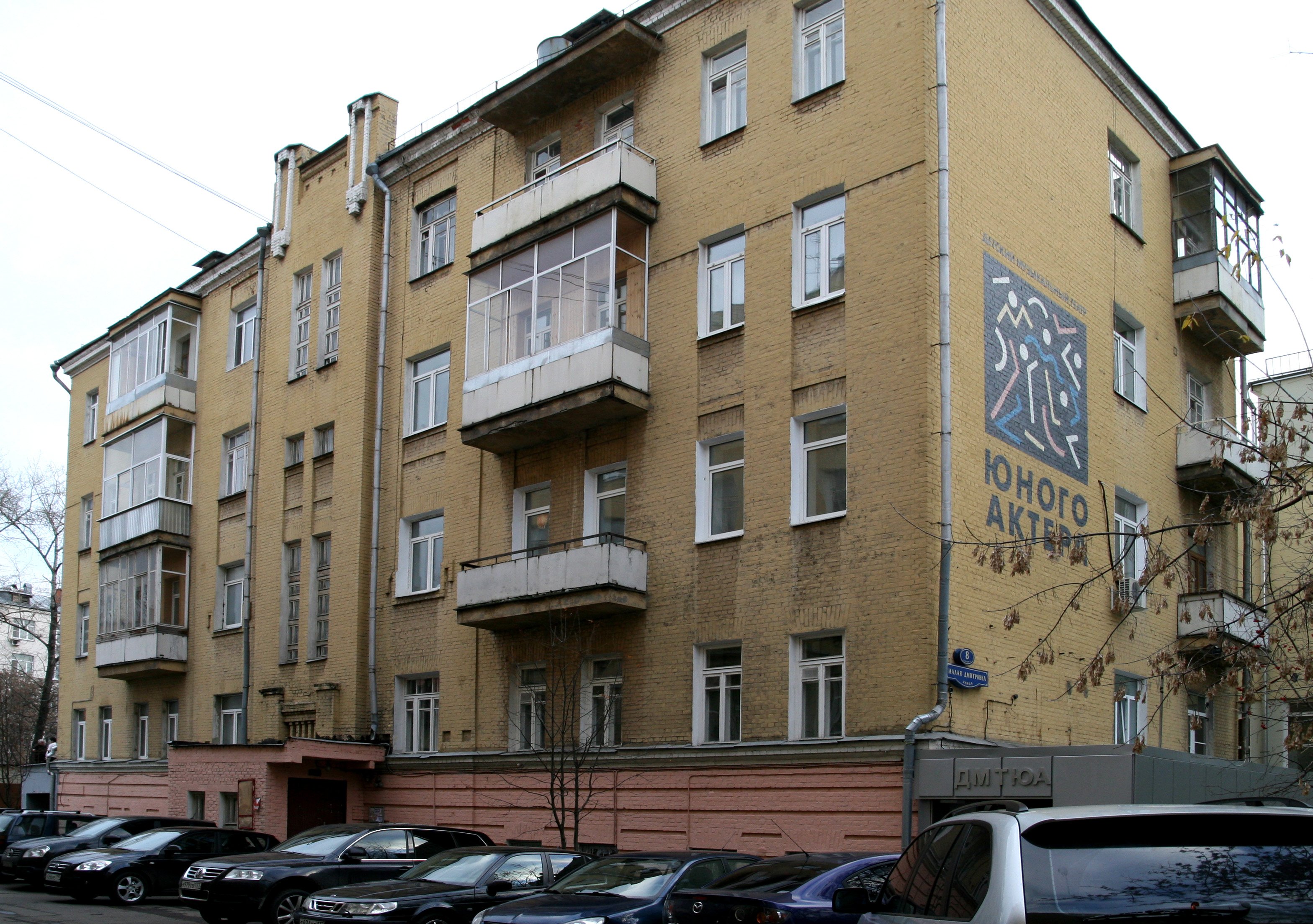
Дом № 8 стр. 4, 2008 г.

- Доходный дом Спасо-Влахернского женского монастыря (№ 8 стр. 1) — Дом построен в 1914—1915 годах по проекту архитектора В. И. Ерамишанцева по заказу Спасо-Влахернского женского монастыря. Здание обращает на себя внимание выразительной контрастной фактурой стен, имитирующей грубо обколотый гранит в двух нижних этажах и стилевым контрастом с главным фасадом бокового дворового неоштукатуренного фасада[17]. В доме жили архитекторы В. И. Ерамишанцев (кв. 26),[18] П. П. Штеллер, экономист А. Л. Вайнштейн, оперная певица Е. К. Катульская, композитор Б. С. Шехтер. Во флигелях жили компаньон В. М. Чаплина архитектор В. Г. Залесский; врач, инициатор открытия первой в Москве «Глазной больницы для бедных» К. Л. Адельгейм[66]; размещались различные издательства и типографии. Здесь в 1914 году печатался журнал «Рабочий труд» под редакцией революционера И. И. Скворцова-Степанова. В 1930-х годах здесь размещались художественно-производственные мастерские Общества московских художников, председателем которых являлся живописец-авангардист А. В. Лентулов.
- № 8 стр. 4 — В здании располагается Детский музыкальный театр юного актёра. Театр юного актёра создан в 1988 году выпускником РАТИ А. Ф. Фёдоровым (с 2002 года — заслуженный артист России). В 1996 году театр получил статус государственного. Репертуар основан на русской и мировой музыкальной классике, включая произведения С. Рахманинова, П. Чайковского, Н. Римского-Корсакова и других композиторов. Театр имеет два зала: Большой — на 1100 мест с тремя сценами: одна главная и две боковых, с театральным занавесом на тему оперы Н. Римского-Корсакова «Садко», и Малый концертный зал на 300 мест[67]. В детском возрасте в театре играл певец Н. Басков, в составе которого побывал на гастролях в США, Израиле, Швейцарии, Франции.

#### Дом № 10

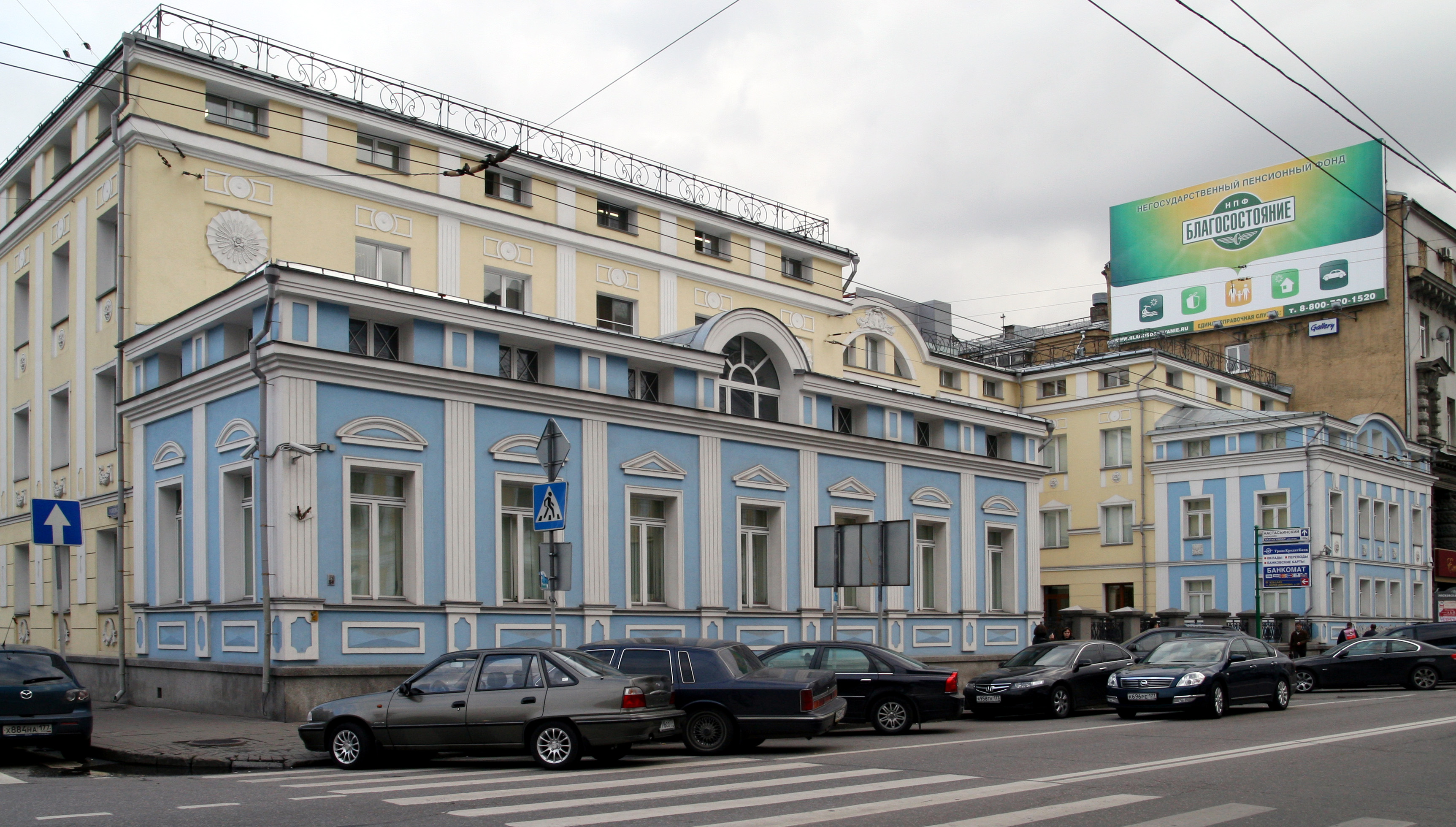
Дом № 10, 2008 г.

В конце 1750 года и первой половине 1760-х годов на этом месте жил в собственном доме поэт и директор в 1763—1770 годах Московского университета М. М. Херасков, издававший журналы «Полезное увеселение» и «Свободные часы». В доме у Хераскова бывали поэт и драматург А. П. Сумароков и создатель первого постоянного русского театра Ф. Г. Волков, с которыми Херасков работал по организации в 1763 году московского уличного маскарада «Торжествующая Минерва».
В 1820-х годах здесь жил С. Д. Нечаев — обер-прокурор Святейшего Синода, участник Отечественной войны 1812 года, основатель первого Музея Куликовской битвы.
В начале 1900-х годов на территории усадьбы находилось Общество покровительства животным с больницей и приютом. Во второй половине 1910-х годов владение принадлежало М. В. Востряковой — жене русского художника-аквалериста М. А. Дурнова.
Четырёхэтажное здание c флигелями по красной линии было реконструировано в 1996 году с сооружением монолитного фундамента, заменой перекрытий на железобетонные и устройством подземной автостоянки. В настоящее время здание принадлежит рентному паевому фонду «Монолит», который сдаёт его в аренду негосударственному пенсионному фонду «Благосостояние».

#### Городская усадьба Шубиных (И. А. Сытенко — А. Е. Владимирова) (№ 12)
Территория и застройка усадьбы сформировались в конце XVIII — начале XIX века на месте трёх небольших владений, выгоревших во время пожара в 1773 году. К 1823 году, когда городская усадьба принадлежала Шубиным, здесь уже существовал классический ансамбль, в основном сохранившийся до нашего времени: главный дом с деревянным вторым этажом и широким пятиоконным мезонином, стоящий на красной линии Малой Дмитровки, фланкированный флигелями, соединёнными с главным домом кирпичной оградой. Одноэтажный левый флигель, с надстроенной в 1834 году передней частью, замыкает двор усадьбы с севера; двухэтажный правый флигель, перестроенный в 1892 году архитектором В. Н. Карнеевым, имеет небольшое скругление и фиксирует угол Малой Дмитровки и Успенского переулка. В начале XIX века главный дом имел ампирный фасад и шестиколонный портик.

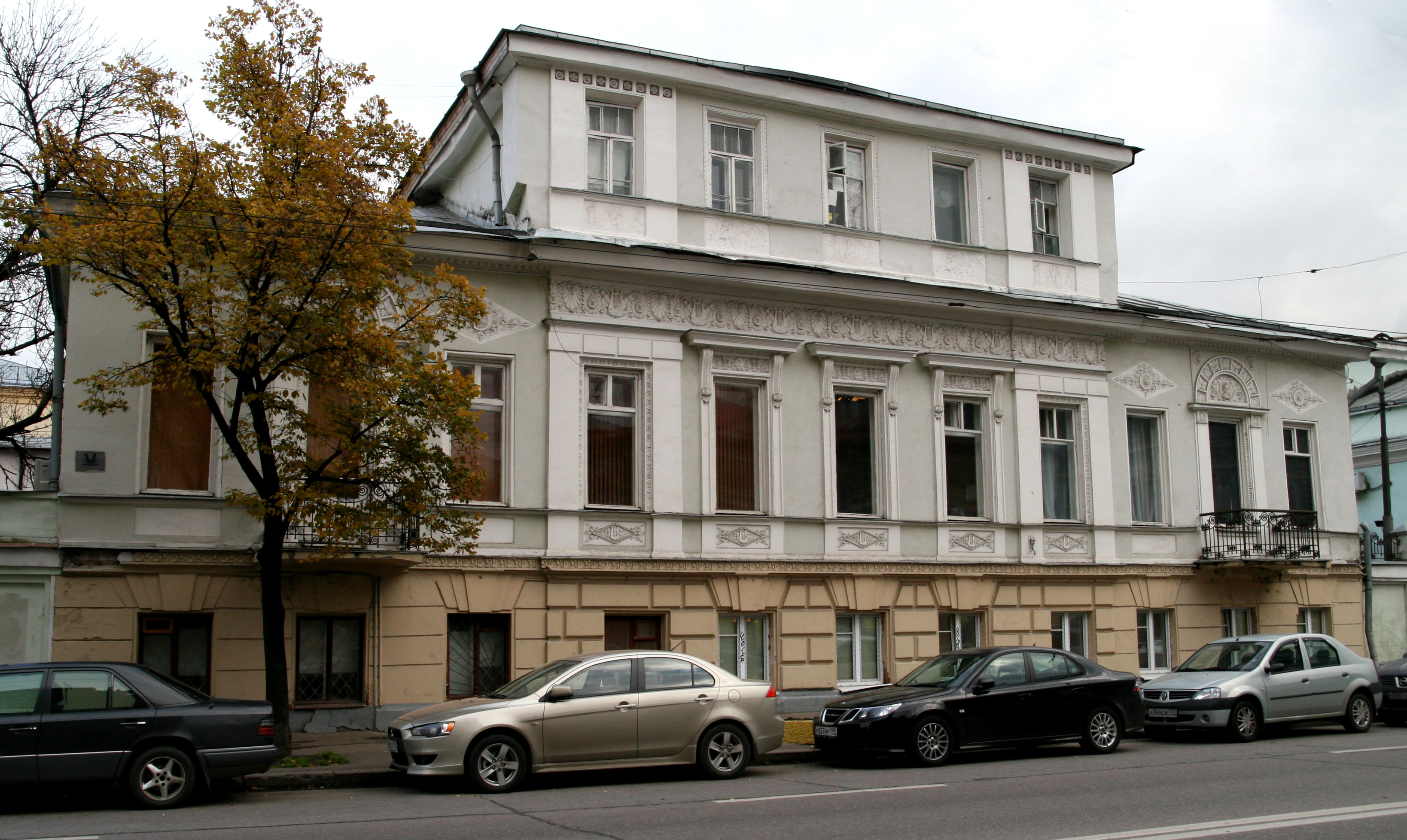
Главный дом усадьбы, 2008 г.

Здесь в 1833—1834 годах жил декабрист, участник Отечественной войны 1812 года М. Ф. Орлов, у которого бывали А. С. Пушкин и Е. А. Баратынский.
Во второй половине XIX века имение становится доходным: дом и флигели были поделены на квартиры, а в левом флигеле одно время помещалась пивная и винная лавки. Наружный вид усадьбы сохранялся до 1893 года, когда по проекту архитектора А. Е. Ниссельсона был разобран портик главного дома. В течение многих лет в доме находилась Рисовальная школа, влившаяся впоследствии в Строгановское училище, гимназия О. Н. Мещерской и другие учебные заведения. В 1890-х годах в доме действовало «Драматическое училище А. Ф. Федотова», «Музыкальные классы Н. С. Кленовского», читались платные публичные лекции об искусстве и литературе. В ноябре 1898 года родная сестра А. П. Чехова Мария Павловна сняла здесь, в «доме Владимирова» (правый флигель усадьбы), четыре маленьких комнаты, которые выходили в Успенский переулок, и переехала в них вместе с матерью. В начале апреля 1899 года по приезде из Ялты в квартире сестры ненадолго останавливался А. П. Чехов, сняв через несколько дней квартиру в доме Шешкова (Малая Дмитровка, дом 11).

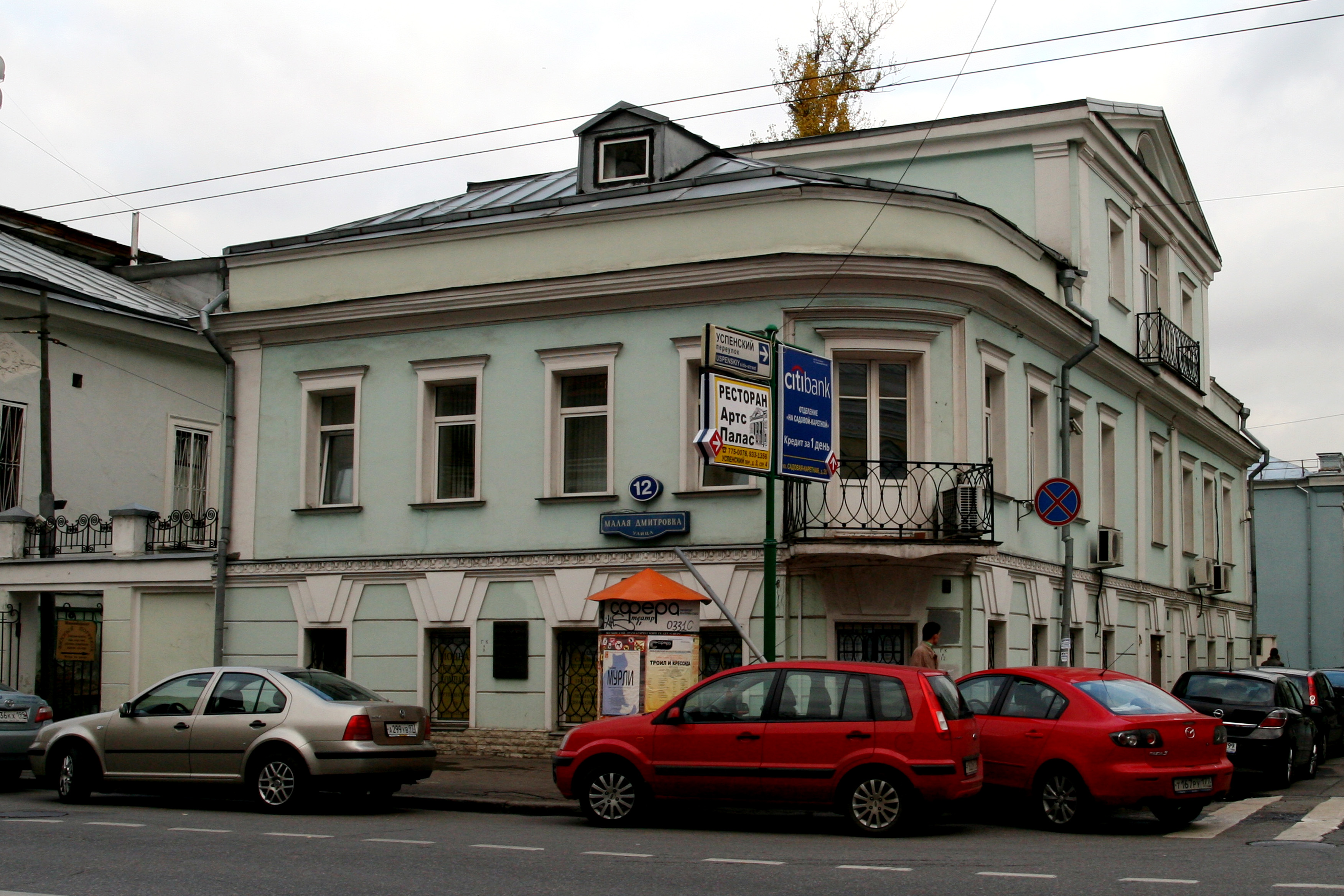
Южный флигель, в котором жил А. П. Чехов, 2008 г.

В 1905 году по заказу домовладельца А. Е. Владимирова архитектором С. М. Жаровым усадьба была заново отделана с использованием на фасаде главного дома богатого лепного декора, но практически без изменений его ампирных членений. В подоконных нишах мезонина были оформлены тонкие панно на античные темы. В том же году подверглись реконструкции интерьеры — главным парадным помещением дома стал новый зал между дворовыми ризалитами, с богатым лепным плафоном, имитирующим резное дерево и асимметричным многоколонным вестибюлем. Обработка интерьеров главного дома в основном сохранилась до наших дней.
В 1905—1906 годах С. М. Жаров проводил также работы на северном флигеле (стр. 3), построенном в 1810-х годах.
В 1920-х годах здание занимал Московский институт журналистики (впоследствии Всесоюзный коммунистический институт журналистики им. «Правды» — ВКИЖ), среди преподавателей которого были А. В. Луначарский, А С. Бубнов, В. М. Фриче, М. С. Ольминский, Б. М. Волин, П. С. Коган и другие. В числе студентов института того времени были будущий драматург А. Н. Афиногенов и поэт И. П. Уткин.
В 1997 году Постановлением Московской городской думы здания главного дома, флигелей и служб были отнесены к перечню памятников истории и культуры разрешённых к приватизации. В мае 2007 года главный дом усадьбы, а также южный флигель и ограда с воротами, выходящими на Малую Дмитровку, приняты под государственную охрану как «выявленный объект культурного наследия», северный флигель также входит в предмет охраны. Северный флигель (стр. 3) внесён в Красную книгу Архнадзора (электронный каталог объектов недвижимого культурного наследия Москвы, находящихся под угрозой), номинация - запустение.

#### Городская усадьба Алексеевых (№ 14)

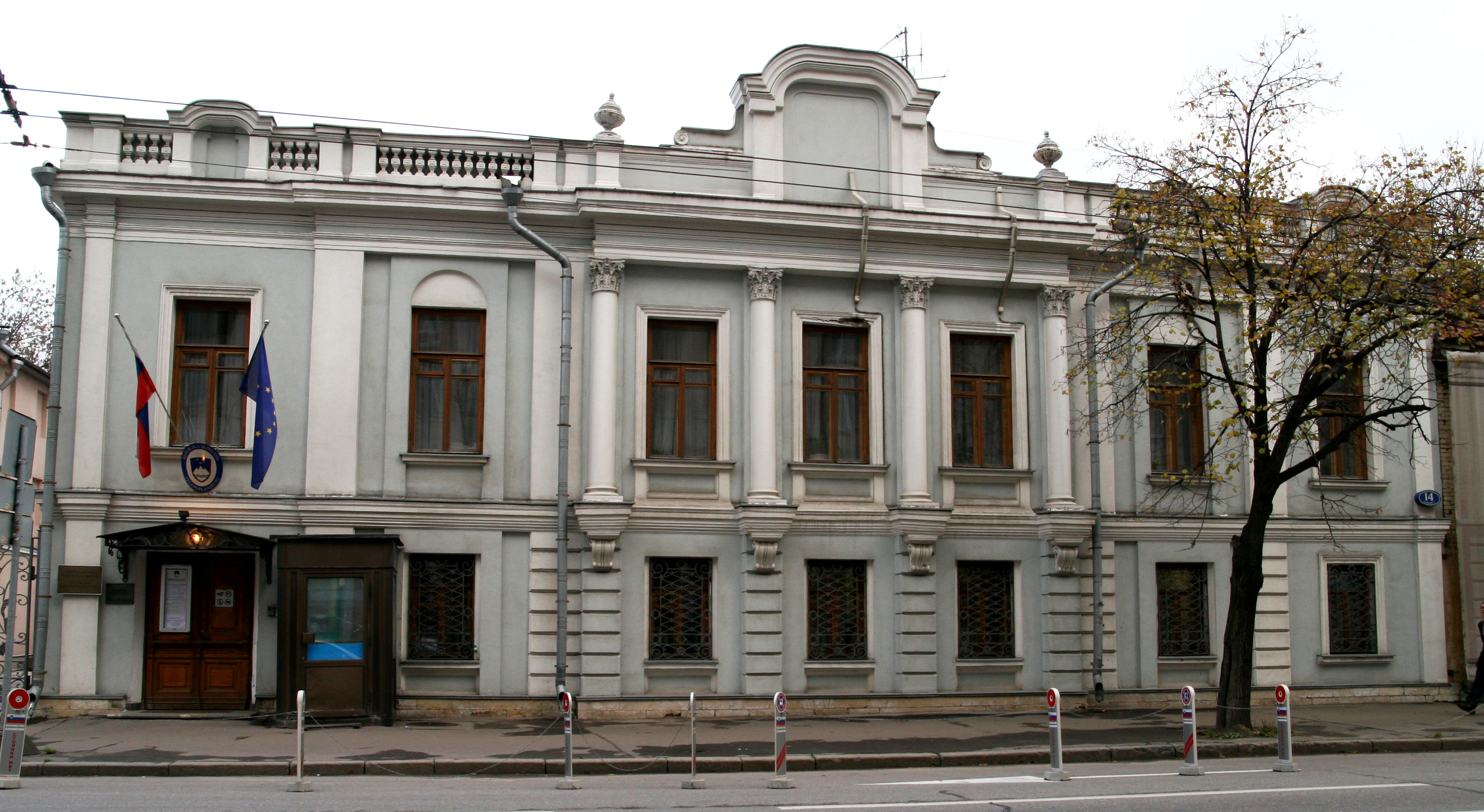
Главный дом (Посольство Словении), 2008 г.

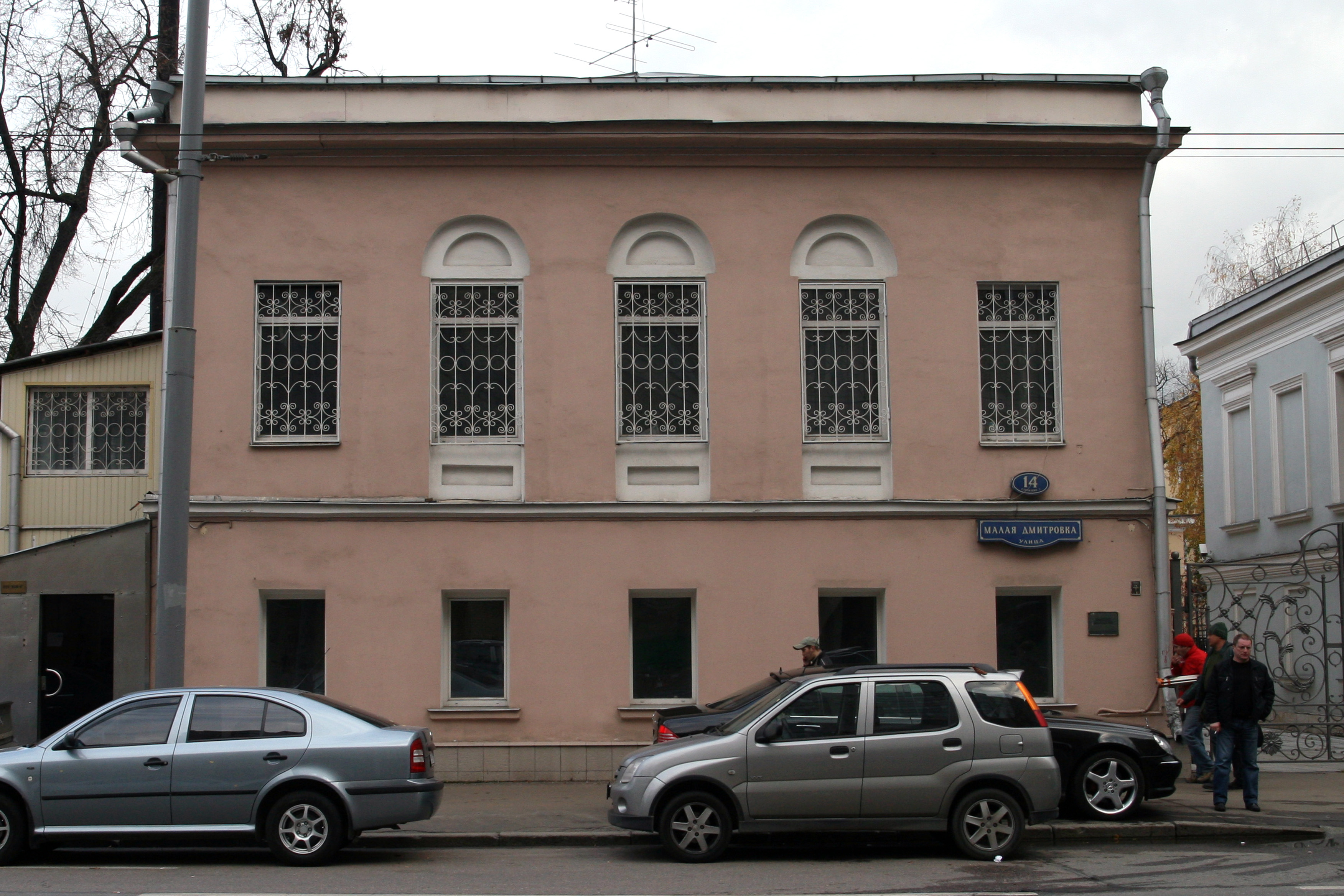
Жилой флигель, 2008 г.

Владение состоит из главного дома (№ 14, стр. 1), жилого флигеля (№ 14, стр. 2) и ряда других строений, возведённых в 1-й трети XIX века. Главный дом подвергался перестройкам в 1870 году и в 1890-е годы (архитектор И. П. Залесский). Жилой флигель — в 1840 году архитектором Н. И. Козловским (предположительно).
В 1850-х и начале 1860-х годов усадьба принадлежала профессору С. И. Баршеву, декану юридического факультета МГУ в 1847—1863 годах. В особняке часто бывали учёные Московского университета. С конца 1890-х годов в доме размещалось Московское общество велосипедистов-любителей, одним из учредителей которого был инженер В. Г. Шухов. Вплоть до второй половины 1910-х годов владение принадлежало Алексеевым. В 1920-х годах здесь находилась 1-я опытная станция Главсоцвоспитания Наркомпроса по изучению педагогического процесса и окружающей среды и Педагогическая выставка по народному образованию. В эти же годы одну из квартир дома занимала народная артистка СССР, дважды лауреат Сталинской премии Ф. В. Шевченко.
В 2004 году городская усадьба Алексеевых в составе главного дома и жилого флигеля была принята под государственную охрану. Оба здания являются объектами культурного наследия регионального значения.
В настоящее время в главном доме городской усадьбы размещается посольство республики Словении в Российской Федерации. В глубине владения (№ 14а, стр. 5) располагалась Специальная (коррекционная) общеобразовательная школа-интернат № 22 для слабослышащих и позднооглохших детей. Сейчас здание находится на реконструкции.

#### Особняк Е. М. Паутынской (№ 16)
В основе существующего особняка находится деревянный дом, построенный до 1817 года по красной линии улицы. Небольшое изменение направления улицы в дальнейшем позволило устроить перед домом характерный для второй половины XIX века палисадник. Первоначально особняк имел классический фасад с колонным портиком, но впоследствии неоднократно расширялся и переделывался. Существующий облик дом получил в 1893 году в результате его перестройки в стиле неоклассицизма по проекту архитектора И. П. Машкова. К дому была пристроена его правая выступающая на красную линию улицы входная часть с повышенным двухэтажным объёмом. К этому времени относится и сооружение низкой узорной металлической ограды палисадника.

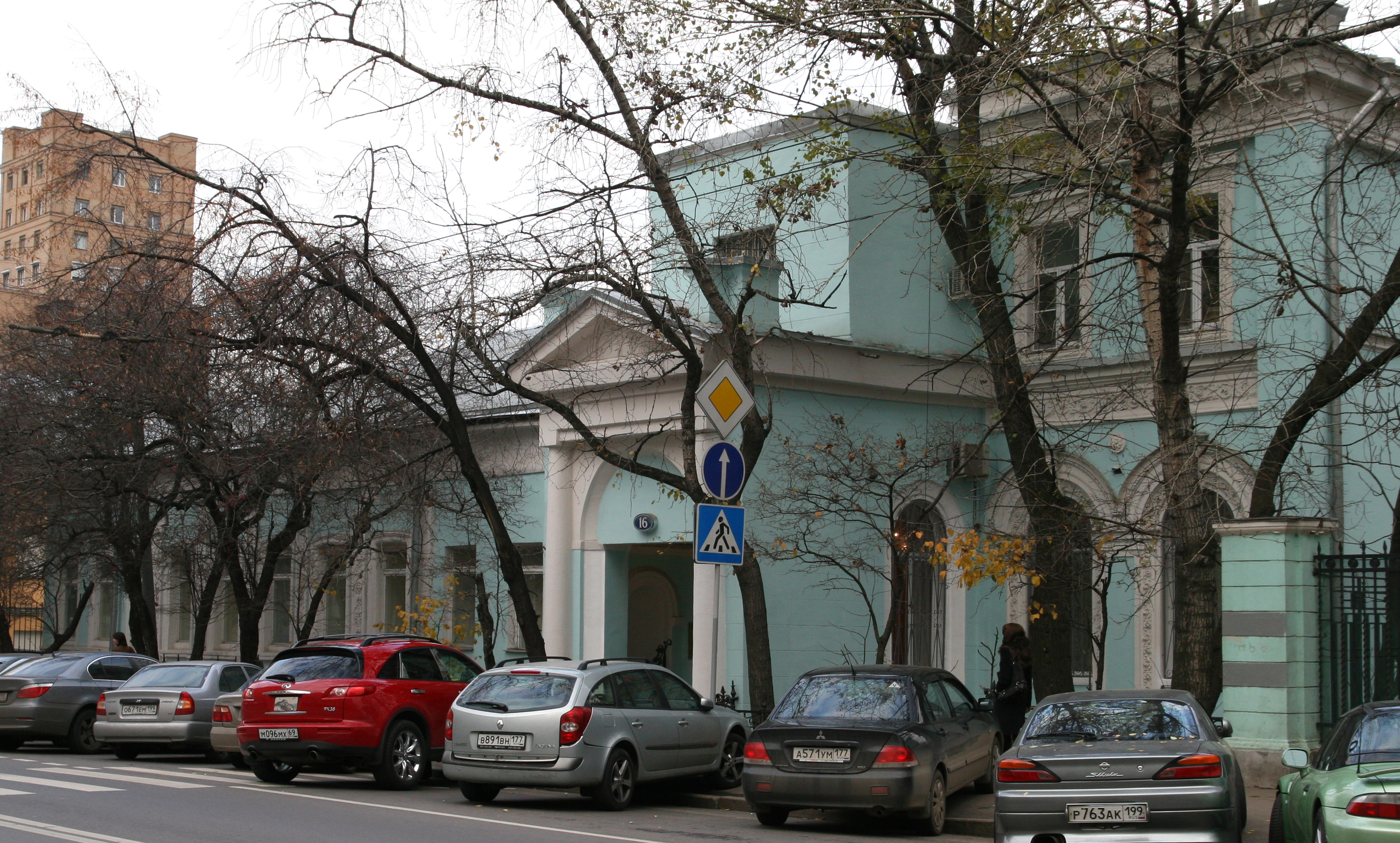
Особняк Е. М. Паутынской, 2008 г.

В 1780-х годах в находившемся на этом месте доме у своей сестры Ф. И. Аргамаковой бывал писатель Д. И. Фонвизин. В конце 1860-х годов хозяином дома был машинист московских театров, основатель театральной династии Ф. К. Вальц. Летом 1867 года Вальц устроил в саду особняка демонстрацию многочисленной публике воздушного шара «Санкт-Петербург», поднимавшего в воздух до 10 человек. В это же время в доме жила одна из крупнейших артисток Малого театра Гликерия Федотова. В начале 1900-х годов здесь располагалась школа игры на цитре Ф. М. Бауэра, издателя журнала «Русский цитрист», отца режиссёра немого кино, театрального художника и сценариста Е. Ф. Бауэра. В начале XX века особняк принадлежал потомственной почётной гражданке Е. М. Паутынской.
В 1920-х годов владение было арендовано для сотрудников газеты «Известия ВЦИК»: здесь жили советский художник-график Б. Е. Ефимов, заведующий отделом изобразительного искусства газеты «Известия» и художественный критик Я. А. Тугендхольд, советский государственный и партийный деятель, заместитель редактора «Известий» Б. М. Волин, писатель Леонтий Котомка (настоящее имя В. И. Зеленский).
В расположенном в глубине двора кирпичном здании в начале 1920-х годов находилась типография «Экономической газеты», которая в середине 1920-х годов была передана газете «Красная звезда». В 1936 года в здание переехала и редакция газеты. Во время битвы за Москву в полуподвале здания было организовано бомбоубежище. В октябре 1941 года здание пострадало от взрывной волны. В послевоенные годы для установки оборудования, организации экспедиции, расширения цинкографии, а также размещения отделов редакции «Красной звезды» прошла реконструкция здания. Типография, издательство и редакция «Красной звезды» располагались по этому адресу до начала 1960-х годов.
В настоящее время в здании особняка располагается ГП «Генеральная дирекция международных книжных выставок и ярмарок», в доме № 16 стр. 2 — Московское областное общество любителей птицеводства, издающее журнал «Декоративное птицеводство». В ноябре 2007 года Мэр Москвы Ю. Лужков подписал распоряжение о проектировании административного здания по адресу Малая Дмитровка, вл. 16, стр. 4 и его реконструкции, в результате чего общая площадь здания должна увеличиться с 337 до 655 квадратных метров.

#### Городская усадьба А. Н. Соймонова (№ 18)
Территория усадьбы сложилась во второй половине XVIII века на месте нескольких располагавшихся по линии Малой Дмитровки узких дворов и одного из больших огородов, занимавших почти всю территорию внутри квартала до ул. Петровки. Главный дом усадьбы был построен в 1780-х годах архитектором Н. А. Львовым для А. Н. Соймонова. Соймонов был племянником П. И. Соймонова — статс-секретаря императрицы Екатерины II, сам занимал значительное место при дворе, но во время правления Павла I устранился от дел. Главный дом усадьбы имел тосканский портик, а выходящий на Малую Дмитровку парадный двор фланкировали два небольших флигеля, один из которых был деревянным. По северной границе владения стоял каменный служебный корпус, частично сохранившийся до нашего времени (здание слева от главного дома, Малая Дмитровка 18а). На заднем фасаде главного дома в начале XIX века существовала терраса, выходившая в сад длинным пологим пандусом, впоследствии заменённым лестницей. Здание служб в саду выстроено во второй половине — конце XIX века по проекту архитектора А. О. Гунста.

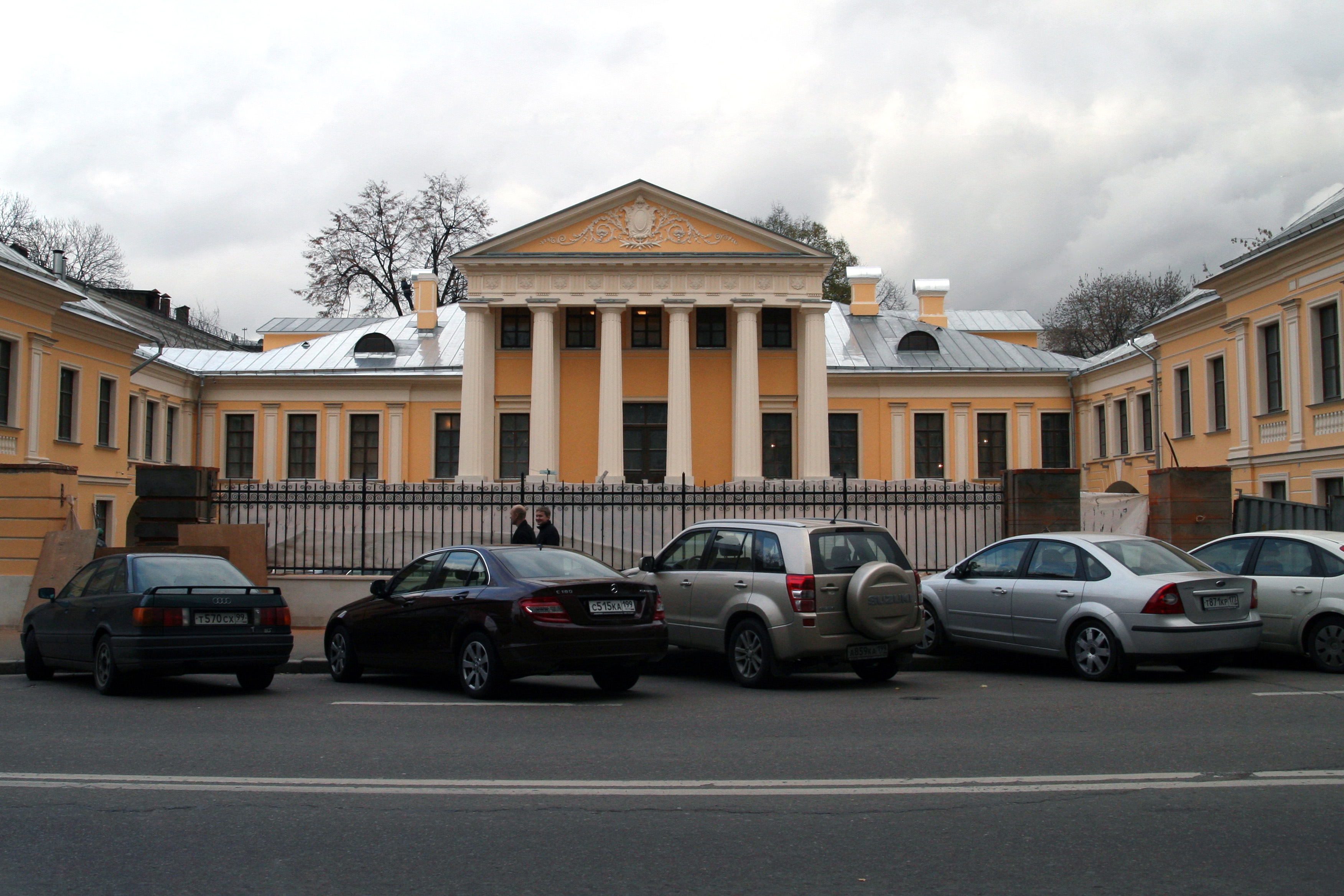
Главный дом усадьбы А. Н. Соймонова

У А. Н. Соймонова некоторое время жил его внебрачный сын С. А. Соболевский — известный библиофил и библиограф, автор эпиграмм, друг А. С. Пушкина. В 1820-х годах здесь же жил племянник Соймонова, участник войны 1812 года, декабрист М. Ф. Митьков (в связи с этим в некоторых документах дом № 18 именуется «Домом декабриста Митькова»). М. Ф. Митьков был активным членом Северного тайного общества, являлся участником многих его собраний. Некоторые важные совещания Северного общества проходили в этом доме: так, 15 декабря 1825 года на проходившем здесь совещании поднимался вопрос о поддержке петербургского выступления; в 1823 году на квартире у Митькова был принят Устав Общества — «Правила для всех членов Общества», ставший большим событием в истории Северного Общества. В 1834 году в доме было разрешено поселиться А. Н. Раевскому, старшему сыну генерала Н. Н. Раевского, участнику Отечественной войны 1812 года, привлекавшемуся по делу декабристов. В том же году в Москве произошла встреча А. Н. Раевского с А. С. Пушкиным, которые были знакомы с 1820 года.

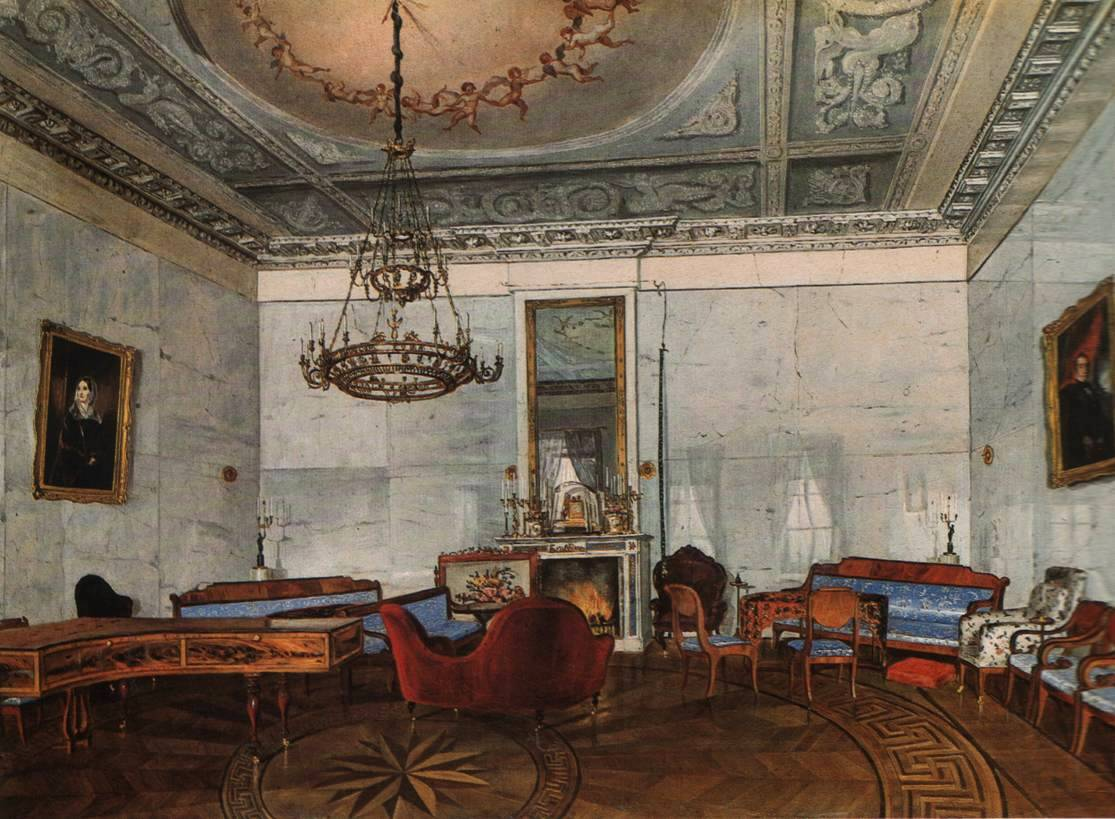
Гостиная в доме А. Н. Соймонова (Неизвестный художник середины XIX века)

Позднее усадьба перешла к В. Д. Ладыженской, при которой в 1858—1859 годах тосканский портик был заменён дорическим; тогда же в основном был выполнен сохранившийся до наших дней рисунок фасада. Одновременно с главным домом были перестроены уличные флигели, расширенные в дальнейшем боковыми пристройками. Переходы от флигелей к дому появились довольно поздно: северный (левый) — в 1884 году (архитектор Н. Н. Черницкий), южный (правый) — после 1901 года. Парадные интерьеры дома были частично перепланированы и обработаны в псевдоклассических формах архитектором А. Е. Вебером в 1877 году.
После 1917 году в доме длительное время помещался Свердловский райком КПСС, одним из членов которого в начале 1950-х годов был композитор Д. Б. Кабалевский. В 1960 году у здания был установлен памятник-бюст Я. М. Свердлову, который в настоящее время отнесён к объектам культурного наследия федерального значения. Свердловский райком принял в 1962 году решение об исключении из партии В. М. Молотова за «антипартийную фракционную деятельность и активное участие в массовых репрессиях». В 1976 году Постановлением Совета Министров РСФСР здание усадьбы было включено в перечень памятников культуры государственного значения. В конце 1980-х годов в здании размещался Центральный совет Всесоюзного добровольного общества борьбы за трезвость.
В 1997 году здание по решению Правительства Москвы было передано АО «Московский комитет по науке и технологиям». Это решение было отменено и в январе 2000 года принято новое — о передаче здания в аренду Региональному отделению «Проблемы развития Москвы и московского региона» и Региональному отделению «Проблемы развития регионов», однако в марте того же года и это решение было отменено. В июне 2001 года Правительство Москвы передало здание в долгосрочную аренду на 25 лет ЗАО «Олимпийская система», входящую в группу компаний Владимира Евтушенкова АФК «Система».
По состоянию на начало октября 2008 года в главном доме усадьбы идут реставрационные работы. Существуют планы строительства на месте дома 18а, включающего в себя части построек XVII века, 4-этажного административного здания. По мнению директора сада «Эрмитаж», построенное здание затенит расположенную поблизости территорию сада, изменит циркуляционные потоки воздуха, и в целом нанесёт вред природе «Эрмитажа». В настоящее время здание усадьбы является объектом культурного наследия федерального значения.

#### Школа телевизионного мастерства В. В. Познера (№ 20)

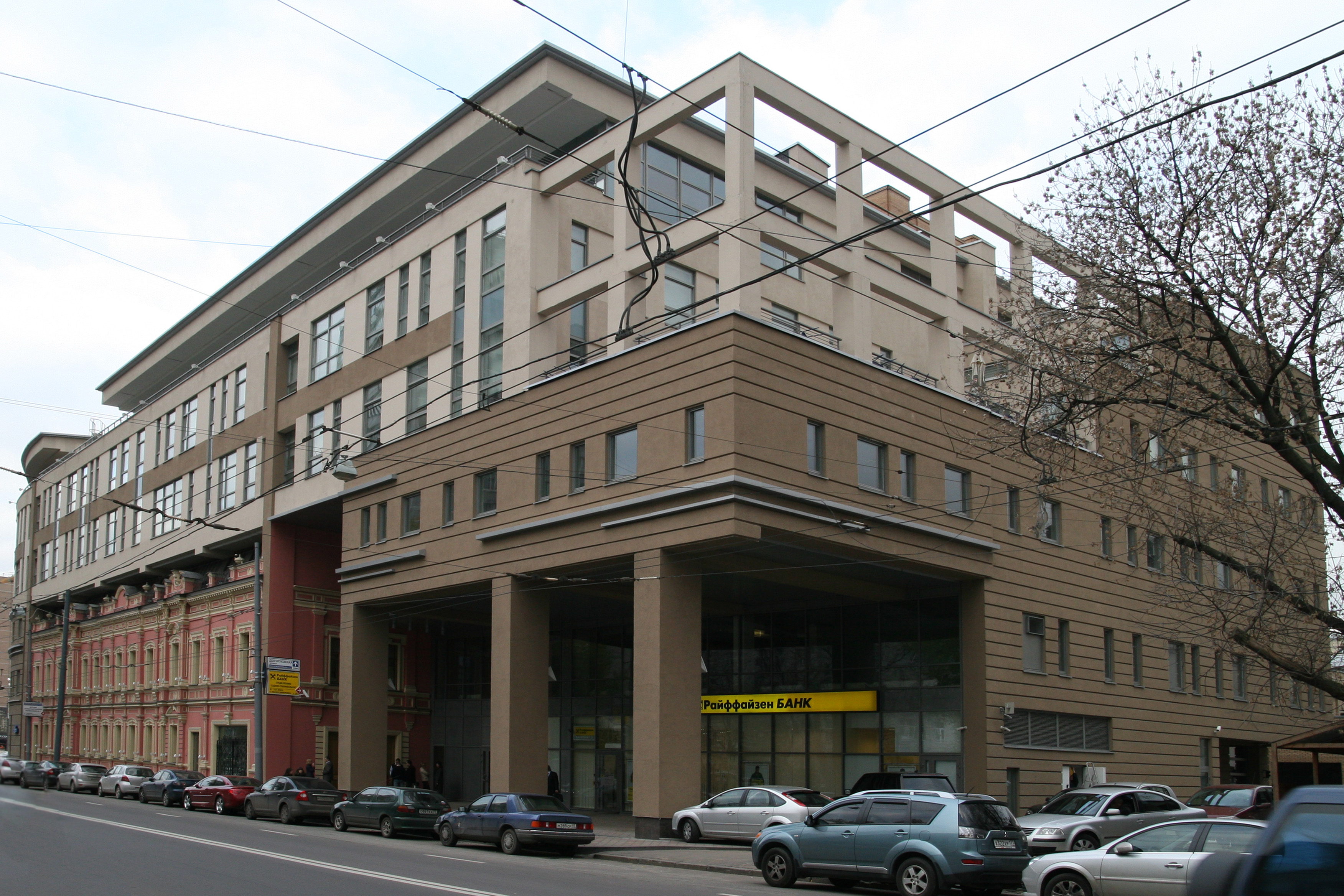
Общий вид здания. Сохранённая часть стены в левом нижнем углу, 2008 г.

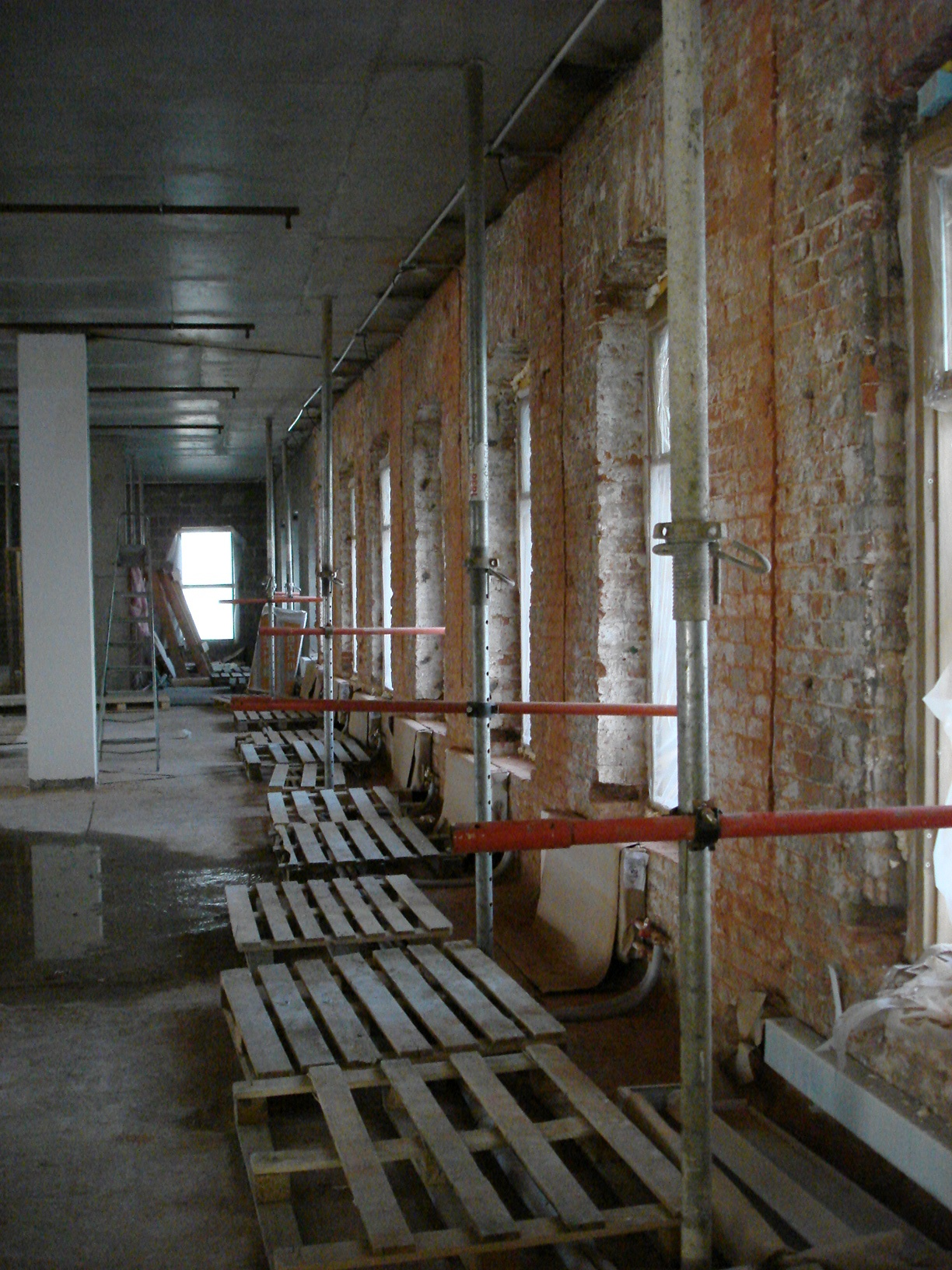
Сохранённая часть стены дома № 22. Вид изнутри во время строительства.

Ранее на этом месте располагались два строения № 22 и № 24:
- № 22 — Дом, принадлежавший поэту-петрашевцу А. Н. Плещееву, который жил тут в 1867 и 1874 годах. В 1860-х годах в доме квартировали артистка Малого театра Гликерия Федотова и её муж драматург, актёр и режиссёр того же театра А. Ф. Федотов. В начале XX века домом владела графиня А. А. Олсуфьева[48] — обер-гофмейстерина великой княгини Елизаветы Фёдоровны. В разные годы в доме проживали актриса и режиссёр О. В. Гзовская, народная артистка СССР, оперная певица Большого театра К. Г. Держинская, учёный-гистолог профессор А. В. Румянцев и историк И. И. Шитц. В 1991 году дом получил охранный статус памятника архитектуры[93]. В 1997 году было принято постановление Московской городской думы, которым здание было отнесено к перечню памятников истории и культуры, разрешённых к приватизации[12].

- № 24 — В находившемся на этом месте угловом доме размещались лечебница, музыкальная школа Е. Я. Калюжной и школа танцев, а также жили артисты московских театров. Здание было снесено в 1970-х годах.

В 1999 году мэр Москвы Ю. М. Лужков передал земельный участок, на котором находился дом № 22, и пустырь, где ранее находился дом № 24, образовательному учреждению «Школа телевизионного мастерства под руководством Познера В. В.» для строительства школьного и административного зданий. Решение Ю. Лужкова возмутило художников, входящих в жилищно-строительный кооператив «Колорит», мастерские которых размещались в этом доме. Против строительства школы В. В. Познера выступили также жители района, ряд политических партий и общественных организаций, которые провели возле строящегося здания несколько акций протеста. В 2004 году после многочисленных жалоб прокуратура Москвы направила предписание В. И. Ресину и предостережение Главному управлению охраны памятников Москвы по факту многочисленных нарушений в ходе строительства и угрозы уничтожения памятника архитектуры. Несмотря на это, памятник архитектуры был реконструирован и стал конструктивной частью нового здания по проекту архитекторов А. В. Бокова и М. Бэлица — теперь о здании напоминает только выглядывающая из офисного центра фасадная часть, выходящая на Малую Дмитровку и окружённая сверху, справа и слева современными железобетонными конструкциями (новое здание получило адрес Малая Дмитровка, д. 20).

## Транспорт
- Недалеко от начала улицы находятся станции «Чеховская», «Пушкинская» и «Тверская» Московского метрополитена.
- С 1 октября 2015 года единственный троллейбусный маршрут, проходивший по улице — № 3 (Улица Милашенкова — Трубная площадь) — был укорочен до Самотёчной площади. С 8 октября 2016 года по улице был запущен автобусный маршрут м10 (Лобненская улица — Станция метро «Китай-город»). C 2020 года троллейбусное движение ликвидировано[100]. На 2023 год по улице курсирует маршрут автобуса м40[источник не указан 617 дней].
- Движение автомобильного транспорта по улице — двустороннее.

## Малая Дмитровка в фотографиях конца XIX — начала XX века

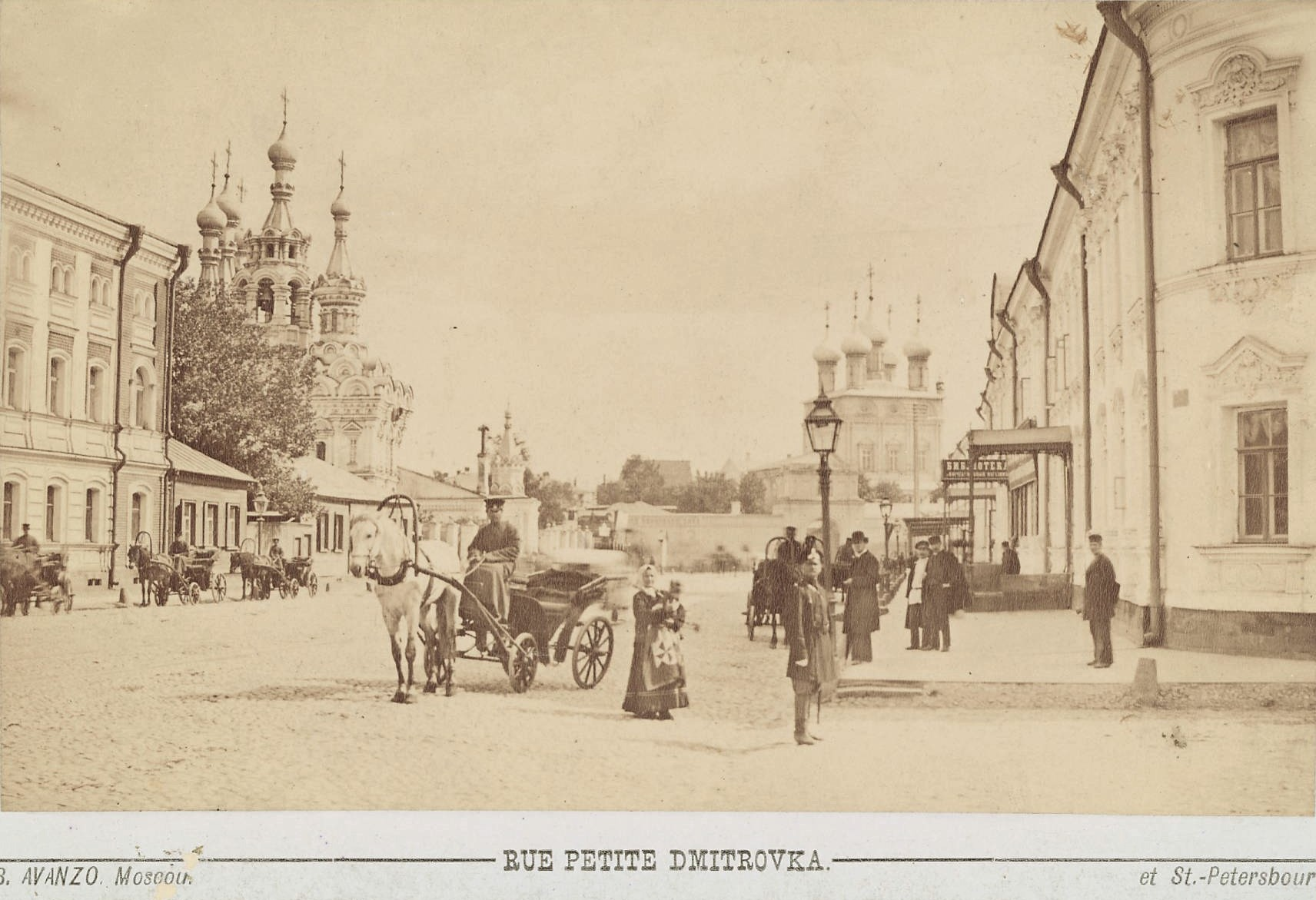
Вид в сторону Страстного монастыря от Настасьинского переулка, 1890-е
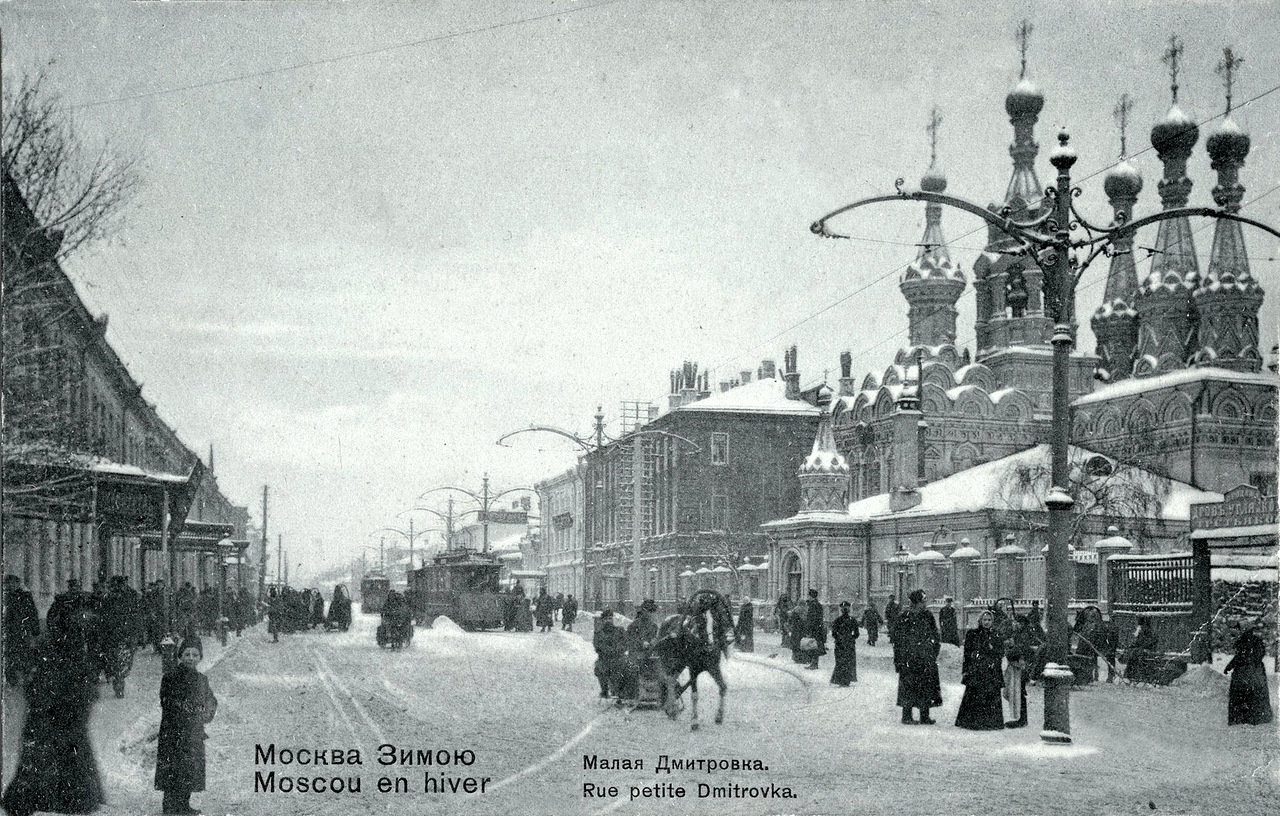
Вид Малой Дмитровки от Большого Путинковского переулка
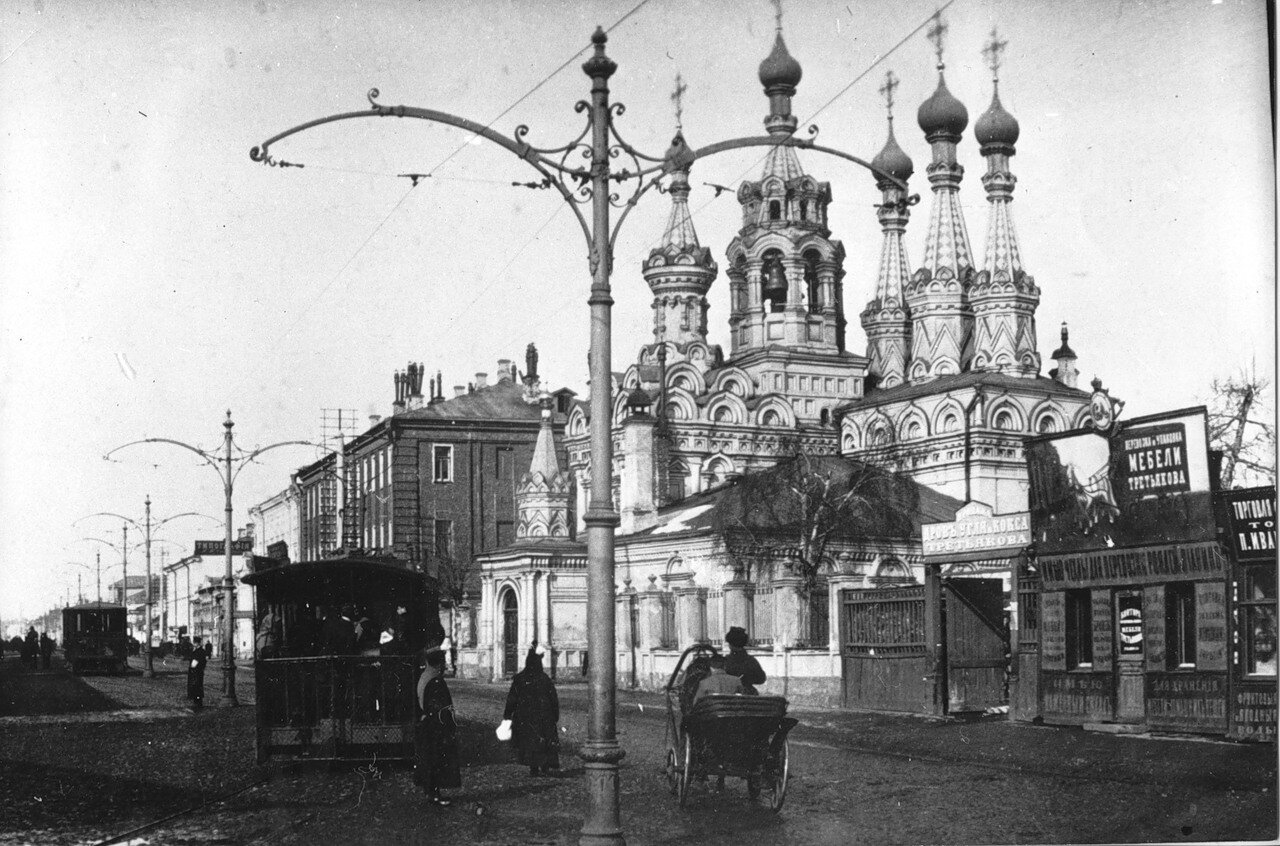
Малая Дмитровка. Церковь Рождества Богородицы, 1908-1914
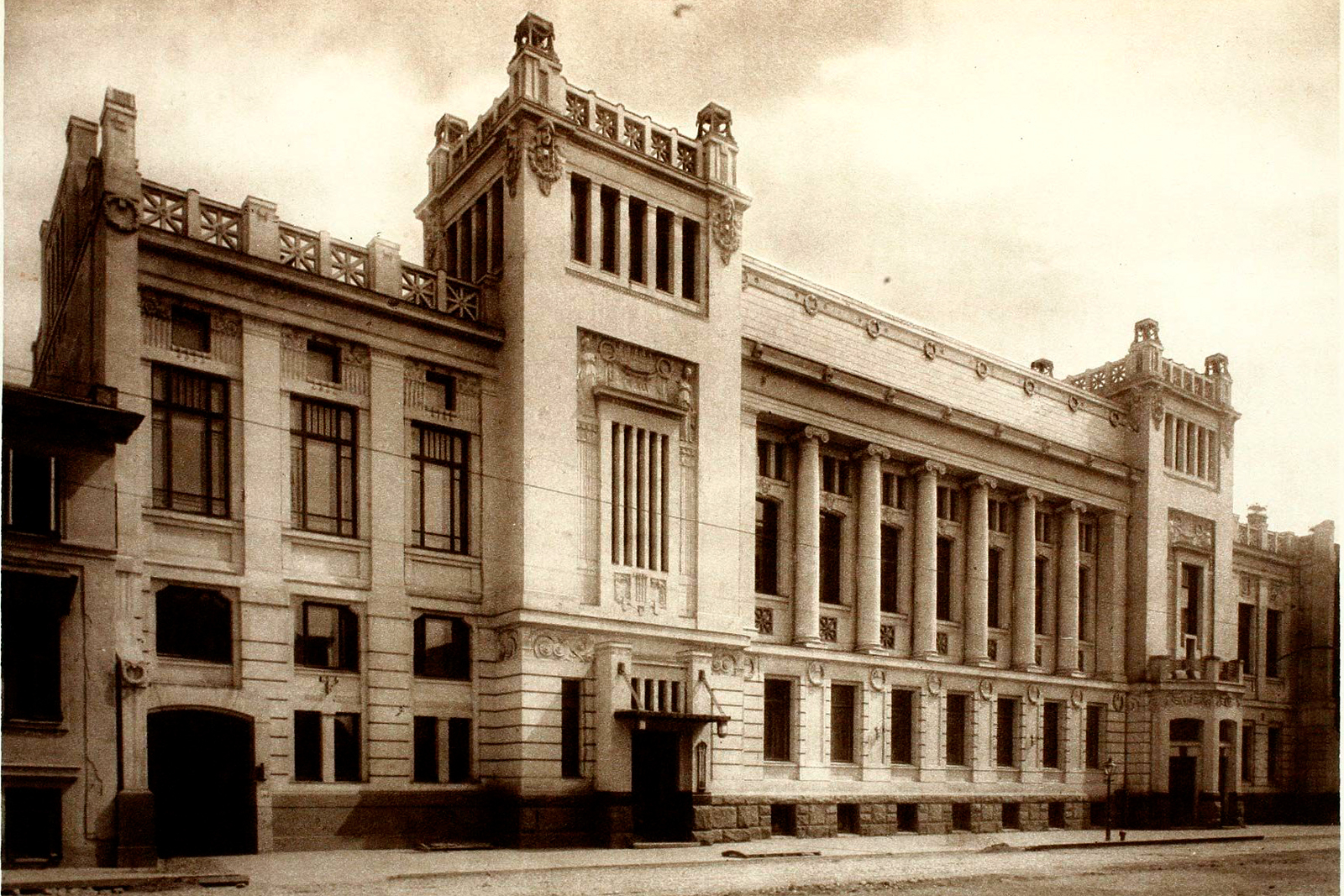
Купеческий клуб, конец 1900-х годов